# Leche

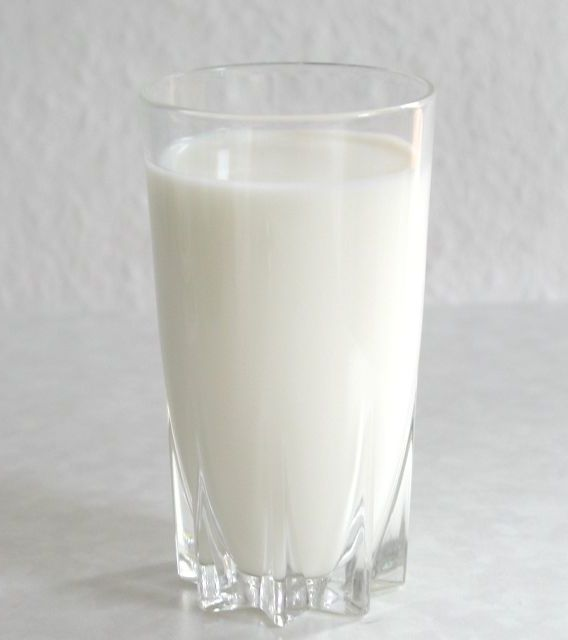
Leche de vaca en un vaso

La leche (del latín: lac) es una secreción nutritiva de color blanquecino opaco producida por las células secretoras de las glándulas mamarias de los mamíferos, incluidos los monotremas. Su principal función es la de nutrir a las crías hasta que sean capaces de digerir otros alimentos, además de proteger su tracto gastrointestinal contra patógenos, toxinas e inflamación y contribuir a su salud metabólica regulando los procesos de obtención de energía, en especial el metabolismo de la glucosa y la insulina. Esta capacidad es una de las características que definen a los mamíferos. Es el único fluido que ingieren las crías de los mamíferos (niño de pecho en el caso de los seres humanos) hasta el destete. La secreción láctea de una hembra en los días anteriores y posteriores al parto se llama calostro.
La leche de algunos de los mamíferos domésticos (de vaca, principalmente, pero también de búfala, oveja, cabra, yegua, camella, alce, cerda y otros) forman parte de la alimentación humana corriente en algunas culturas, base de numerosos productos lácteos, como la mantequilla, el queso y el yogur, entre otros. Es muy frecuente el empleo de derivados de la leche en las industrias agroalimentarias, químicas y farmacéuticas, como la leche condensada, la leche en polvo, la caseína o la lactosa. La leche de vaca se utiliza también en la alimentación animal. Está compuesta principalmente por agua, iones (sal, minerales y calcio), glúcidos (lactosa), materia grasa y proteínas. Hay evidencias de que, además, en la leche de casi todos los mamíferos (incluidos los humanos) se pueden formar por rotura de las caseínas péptidos bioactivos denominados casomorfinas, que actúan como agonistas de los receptores de opioides, mimetizando el efecto biológico de la morfina. La suposición de que una de ellas, la β-casomorfina-7 está implicada en el desarrollo de autismo o enfermedades cardiovasculares carece de evidencias científicas. La leche de los mamíferos marinos, como las ballenas (por ejemplo), es mucho más rica en grasas y nutrientes que la de los mamíferos terrestres.
Una parte de la población presenta intolerancia al azúcar de la leche (la lactosa). Puede ser de origen genético (intolerancia a la lactosa primaria) o debida a enfermedades que dañan el intestino delgado (intolerancia a la lactosa secundaria o adquirida). Cualquier persona con intolerancia genética cuyo intestino está sano es capaz de consumir al menos 12 g de lactosa en cada comida (la cantidad contenida en una taza de leche) sin experimentar ningún síntoma o solo síntomas leves. El consumo de productos lácteos por parte de personas con intolerancia a la lactosa no produce daños en el tracto gastrointestinal, sino que se limita a molestias digestivas transitorias. Las reacciones a cantidades más pequeñas de lácteos no se explican por una intolerancia de tipo genético, sino que indican la existencia de una enfermedad intestinal no diagnosticada (principalmente la enfermedad celíaca y la sensibilidad al gluten no celíaca) o alergia a las proteínas de la leche. Etiquetar a una persona simplemente con intolerancia a la lactosa sin realizar un exhaustivo estudio incluyendo todas las pruebas médicas necesarias, provoca con frecuencia largos retrasos en el diagnóstico de enfermedades subyacentes graves, causantes de la malabsorción de lactosa, la más frecuente la enfermedad celíaca.

## Historia
El consumo humano de la leche de origen animal comenzó hace unos once mil años con la domesticación del ganado durante el llamado óptimo climático. Este proceso se dio en especial en Oriente Medio, impulsando la revolución neolítica. El primer animal que se domesticó fue la vaca, a partir del uro, después la cabra, aproximadamente en las mismas fechas, y finalmente la oveja, entre 9000 a. C. y 8000 a. C. Existen hipótesis, como la del genotipo ahorrador, que afirman que este supuso un cambio fundamental en los hábitos alimentarios de las poblaciones cazadoras-recolectoras, que pasaron de alimentarse con ingestas abundantes, pero esporádicas a recibir aportes diarios de carbohidratos. Según esta teoría, este cambio hizo que las poblaciones euro-asiáticas se volviesen más resistentes a la diabetes tipo 2 y más tolerantes a la lactosa en comparación con otras poblaciones humanas que solo más recientemente conocieron los productos derivados de la ganadería. Sin embargo, esta hipótesis no ha podido ser verificada e incluso su propio autor, James V. Neel la ha refutado, alegando que las diferencias observadas en poblaciones humanas podrían deberse a otros factores ambientales.
Respecto a la capacidad de los adultos para tolerar los productos lácteos sin fermentar, en especial la leche, se han esgrimido varias hipótesis. Una de ellas es que el gen responsable de la lactasa (enzima que hidroliza la lactosa), un gen raro y poco frecuente en las poblaciones europeas del Neolítico, posiblemente se ha conservado como consecuencia de incluir los productos lácteos en la alimentación humana. Habría aparecido hace siete mil quinientos años en una zona centrada alrededor de la actual Hungría, y aunque este gen compensaría la deficiente síntesis de vitamina D en latitudes septentrionales, este no parece un factor imprescindible para su aparición.
Durante la Edad Antigua y la Edad Media, la leche era muy difícil de conservar y, por esta razón, se consumía fresca o en forma de quesos. Con el tiempo se fueron añadiendo otros productos lácteos como la mantequilla. La revolución industrial en Europa, alrededor de 1830, trajo la posibilidad de transportar la leche fresca desde las zonas rurales a las grandes ciudades gracias a las mejoras en los transportes. Asimismo, han ido apareciendo nuevos instrumentos en la industria de procesado de la leche. Uno de los más conocidos es el de la pasteurización, sugerida para la leche por primera vez en 1886 por el químico agrícola alemán Franz von Soxhlet. Estas innovaciones han conseguido que la leche tenga un aspecto más saludable, unos tiempos de conservación más predecibles y un procesado más higiénico.

## Biología de la leche

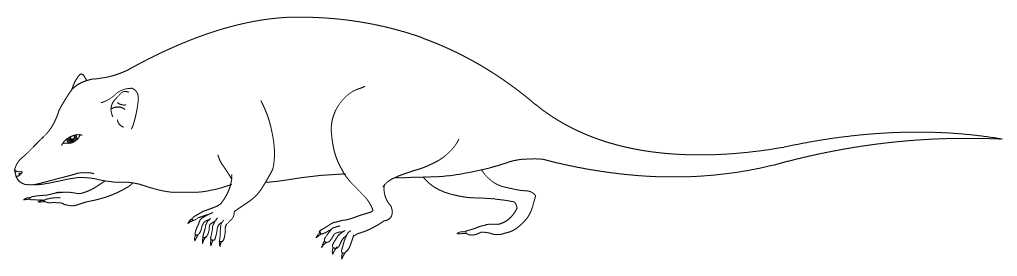
El mamífero Eomaia fue un ancestro común de los mamíferos y se cree que contaba con la capacidad de producir leche como los mamíferos en la actualidad.

La producción de leche para nutrir a las crías pudo ser un rasgo evolutivo asociado a la hormona prolactina. Se sabe que algunas especies de peces del género Symphysodon nutren a sus crías con un fluido semejante a la leche.
La llamada «leche de buche» está presente en diversos grupos de aves, como las palomas, los flamencos o los pingüinos. Desde el punto de vista biológico se trata de una verdadera leche, secretada por glándulas especializadas.
Sin embargo, es en los mamíferos donde esta adaptación evolutiva se hace característica. Se cree que estos proceden de un grupo cercano a los tritelodóntidos de finales del periodo triásico. Estas mismas fuentes creen que ya mostraban signos de lactancia.
Entre las muchas teorías existentes, se ha propuesto que la producción de leche surgió porque los antepasados sinápsidos de los mamíferos tenían huevos con cáscara blanda, como los actuales monotremas, lo cual provocaba su rápida desecación. La leche sería de ese modo una modificación de la secreción de las glándulas sudoríparas destinada a transferir agua a los huevos. Otros autores, en una teoría que puede ser complementaria de la anterior, opinan que las glándulas mamarias proceden del sistema inmunitario innato y que la lactación sería, en parte, una respuesta inflamatoria al daño tisular y la infección. Aunque existen dificultades, varios enfoques aproximan la fecha de aparición en la historia evolutiva:

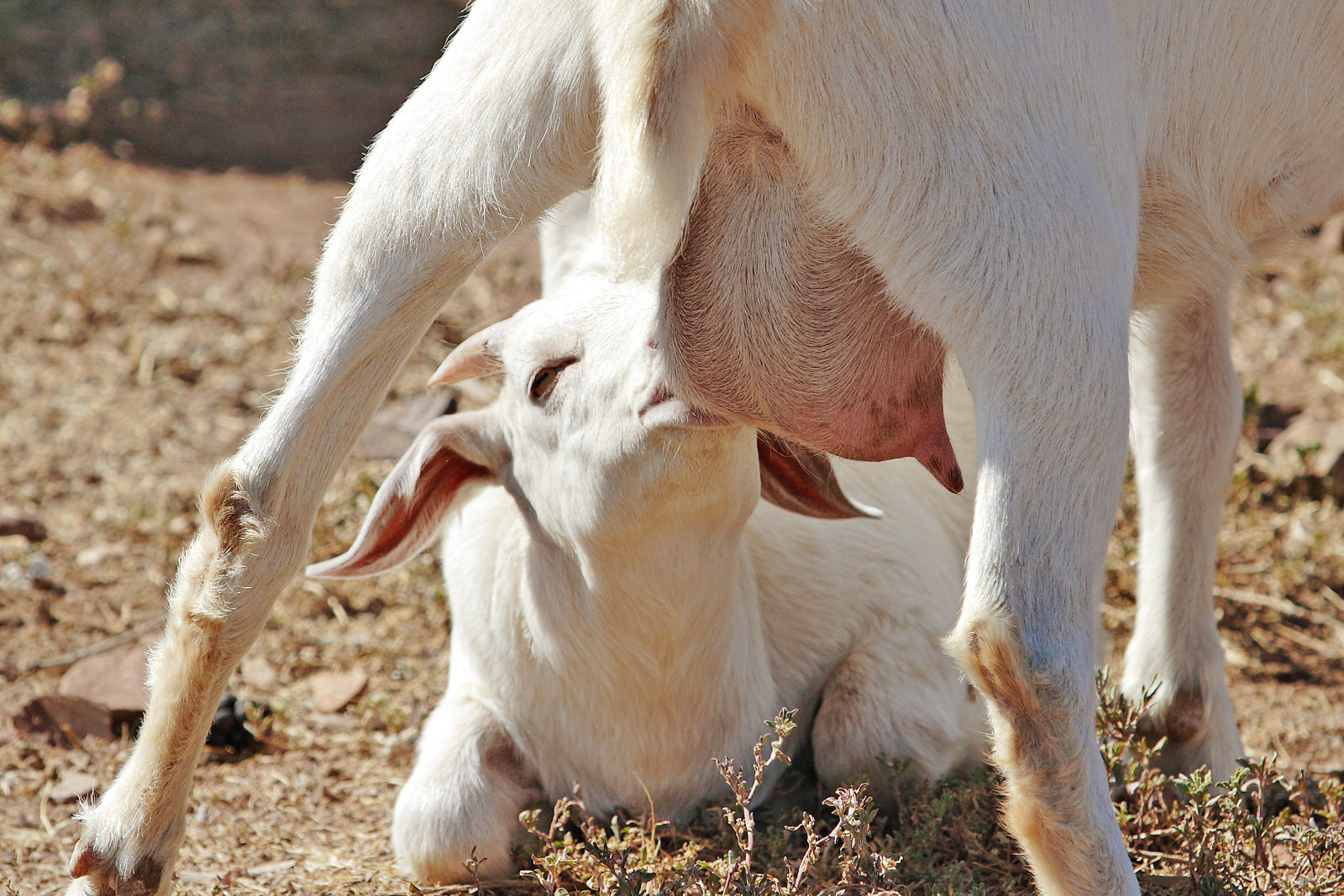
La necesidad evolutiva de alimentar a las crías se ve satisfecha en la producción de leche propia de los mamíferos.

- En primer lugar, la caseína tiene una función, comportamiento e incluso motivos estructurales similares a la vitelogenina. La caseína apareció hace entre 200 y 310 ma. Se observa que, aunque en monotremas aún existe esta proteína, fue sustituida progresivamente por la caseína, permitiendo un menor tamaño de los huevos y finalmente su retención intrauterina.[30]
- Por otra parte, se observan modificaciones anatómicas en los cinodontos avanzados que solo se explican por la aparición de la lactancia, como el pequeño tamaño corporal, huesos epipúbicos y bajo nivel de reemplazo dental.[31]

El fósil más antiguo de los mamíferos placentarios descubierto hasta la fecha es Eomaia scansoria, un pequeño animal que exteriormente se asemejaba a los roedores actuales y vivió hace ciento veinticinco millones de años durante el periodo Cretácico. Es casi seguro que este animal produjo leche como los mamíferos placentarios actuales.

### Genética, histología y citología

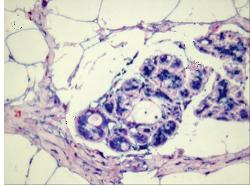
Preparación histológica de una glándula mamaria humana teñida con Eag 1.

La genética de la leche trata, por una parte, de describir los genes implicados en su biosíntesis, así como su regulación y, por otra, de la selección de razas o individuos o su modificación genética para aumentar la producción, su calidad o utilidades. De esto último también se ocupa la zootecnia.
Regulación
La producción de leche está regulada por hormonas lactogénicas (insulina, prolactina y glucocorticoides), citoquinas y factores de crecimiento y por sustrato. Estas activan factores de transcripción, tales como Stat5 (activado por prolactina). Se han identificado varias secuencias diana de estos factores, como el anterior y también para BLGe-1, OCT-1, C/EBP, Gr, Ets-1, YY1, Factor 5, Ying Yang 1 y la proteína de unión al promotor CCAAT. Estos elementos se suelen situar a una distancia variable, según especies (en las caseínas sensibles al calcio humanas es una de las más distantes al origen de la transcripción, a –4700/ –4550 nucleótidos) y se reúnen en grupos (clusters) que contienen tanto elementos negativos como positivos, regulándose por combinaciones de factores, de ahí la gran variabilidad en la regulación de cada proteína. Por ejemplo, las caseínas parecen regularse independientemente unas de otras. (Fox y McSweeney, 2003)
Los transcritos (mRNA) de las proteínas de la leche llegan a constituir el 60-80 % de todo el ARN presente en una célula epitelial durante la lactancia.
Genómica
Las redes de regulación génica en la producción de leche no se comprenden bien todavía. De un estudio realizado mediante microarrays, localización celular, interacciones interproteicas y minería de datos génicos en la literatura se han podido extraer algunas conclusiones generales:
- Cerca de una tercera parte del transcriptoma está implicado en la construcción, funcionamiento y desensamblaje del aparato de la lactancia.
- Los genes implicados en el aparato de secreción se transcriben antes de la lactancia.
- Todos los transcritos endógenos derivan de menos de cien genes.
- Mientras que algunos genes se transcriben característicamente cerca del inicio de la lactancia, este inicio está mediado principalmente de forma post-transcripcional.
- La secreción de materiales durante la lactancia sucede no por sobrerregulación de funciones genómicas nuevas, sino por una supresión transcripcional generalizada de funciones como la degradación de proteínas y comunicaciones célula-ambiente.

Citología
Las células epiteliales secretoras de leche separan activamente los materiales procedentes de los vasos sanguíneos circundantes, en lo que se ha llamado «barrera mamaria» (en analogía a la barrera hematoencefálica). Una vez franqueada la barrera, las células obtienen los precursores que necesitan para la fabricación de leche a través de su membrana basal y basolateral, que serían: iones, glucosa, ácidos grasos y aminoácidos. En rumiantes también se utiliza el acetato y el β-hidroxibutirato como precursores. Algunas proteínas, en especial las inmunoglobulinas también pueden traspasar esta barrera. La leche es expulsada por la membrana apical. Los lípidos de la leche se sintetizan en el retículo endoplásmico liso, en tanto que la caseína debe madurar en el aparato de Golgi, donde también tiene lugar la biosíntesis de la lactosa.
Histología
Desde el punto de vista histológico, la leche se produce en las glándulas mamarias, que son una evolución por hipertrofia de las glándulas sudoríparas apocrinas asociadas al pelo, lo cual aún se evidencia en los ornitorrincos. La glándula mamaria activa está compuesta por lóbulos, cada uno de los cuales posee numerosos lobulillos y estos a su vez pequeños alvéolos con células epiteliales cilíndricas altas o bajas, dependiendo del ciclo de actividad, que son las encargadas de producir la leche. Entre estas y la lámina basal del alvéolo se encuentran algunas células mioepiteliales estrelladas. El epitelio de los conductos entre los lobulillos es un ejemplo destacado de epitelio biestratificado cúbico (Bloom-Fawcet, 1999).

## Definición y obtención

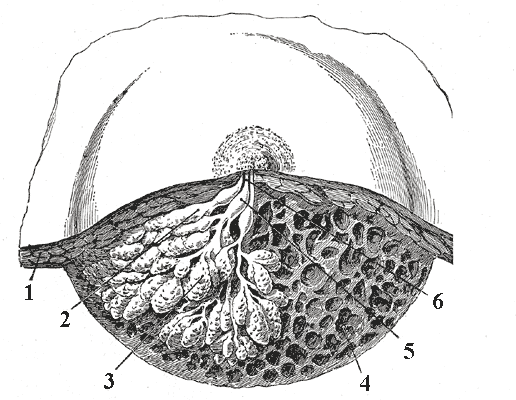
Estructura de una glándula mamaria humana durante la lactancia: 1-Grasa, 2-Lóbulo del ducto lactífero, 3-Lóbulo, 4-Tejido conectivo, 5-Seno del ducto lactífero, 6-Ducto lactífero.

Se puede definir la leche desde los siguientes puntos de vista:
- Biológico: es una sustancia segregada por la hembra de los mamíferos con la finalidad de nutrir a las crías.
- Legal: producto del ordeño de un mamífero sano y que no representa un peligro para el consumo humano.
- Técnico o físico-químico: sistema en equilibrio, constituido por tres sistemas dispersos: solución, emulsión y suspensión.

### Animales productores de leche
Actualmente, la leche que más se utiliza en la producción de derivados lácteos es la de vaca (debido a las propiedades que posee, a la cantidad que se obtiene, agradable sabor, fácil digestión, así como la gran cantidad de derivados obtenidos). Sin embargo, no es la única que se explota. También están la leche de cabra, burra, yegua, camella, entre otras. El consumo de determinados tipos de leche depende de la región y el tipo de animales disponibles. La leche de cabra es ideal para elaborar dulce de leche (también llamado cajeta) y en las regiones árticas se emplea la leche de ballena. La leche de burra y de yegua son las que contienen menos materia grasa, mientras que la de foca contiene más de un 50 % de aquella.
La leche de origen humano no se produce ni se distribuye a escala industrial. Sin embargo, puede obtenerse mediante donaciones. Existen bancos de leche que se encargan de recogerla para proporcionársela a niños prematuros o alérgicos que no pueden recibirla de otro modo. A nivel mundial, hay varias especies de animales de las que se puede obtener leche: la oveja, la cabra, la yegua, la burra, la camella (y otras camélidas, como la llama o la alpaca), la yak, la búfala, la hembra del reno y la alce.
La leche proveniente de la vaca (Bos primigenius taurus) es la más importante para la dieta humana y la que tiene más aplicaciones industriales.

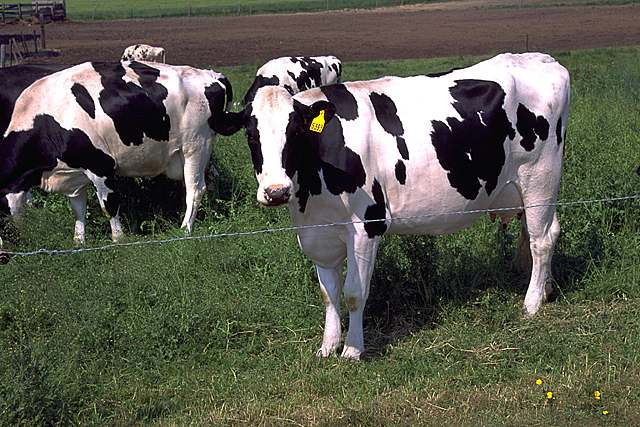
La leche de vaca de la raza Holstein es la que se emplea con mayor frecuencia en las granjas lecheras.

- La vaca europea e índica (Bos primigenius taurus) se comenzó a domesticar hace once mil años con dos líneas maternas distintas, una para las vacas europeas y otra para las índicas.[39] El ancestro del actual Bos taurus se denominaba Bos primigenius. Se trataba de un bovino de amplios cuernos que fue domesticado en Oriente Medio, se expandió por parte de África, y dio lugar a la famosa raza cebú de Asia Central. El cebú es valorado por su aporte cárnico y por su leche. La variante europea del Bos primigenius tiene los cuernos más cortos y está adaptada para la cría ganadera en establo. Es la que ha acabado dando un mayor conjunto de razas lecheras tales como la Holstein, Guernsey, Jersey, etc.

- El búfalo: El denominado búfalo de agua (Bubalus bubalis) fue domesticado en 3000 a. C. en Mesopotamia. Este animal es muy sensible al calor y su nombre denota la costumbre que tiene de meterse en el agua para protegerse de él. En general, es poco conocido en Occidente. Los árabes lo trajeron a Oriente Medio durante la Edad Media (700 d. C.). Su empleo en ciertas zonas de Europa data de aquella época. Por ejemplo, en la elaboración de la famosa mozzarella de búfala italiana. Los productos elaborados con leche de búfala empiezan a sustituir en algunas comunidades a los de leche de vaca.

- El yak, llamado científicamente Bos grunniens, es un bovino de pelo largo que contribuye de forma fundamental en la alimentación de las poblaciones del Tíbet y de Asia Central. Secreta leche rica en proteínas y en grasas (su concentración es superior a su equivalente vacuno). Los tibetanos elaboran con ella mantequillas y diferentes productos lácteos fermentados. Uno de los más conocidos es el té con mantequilla salado.

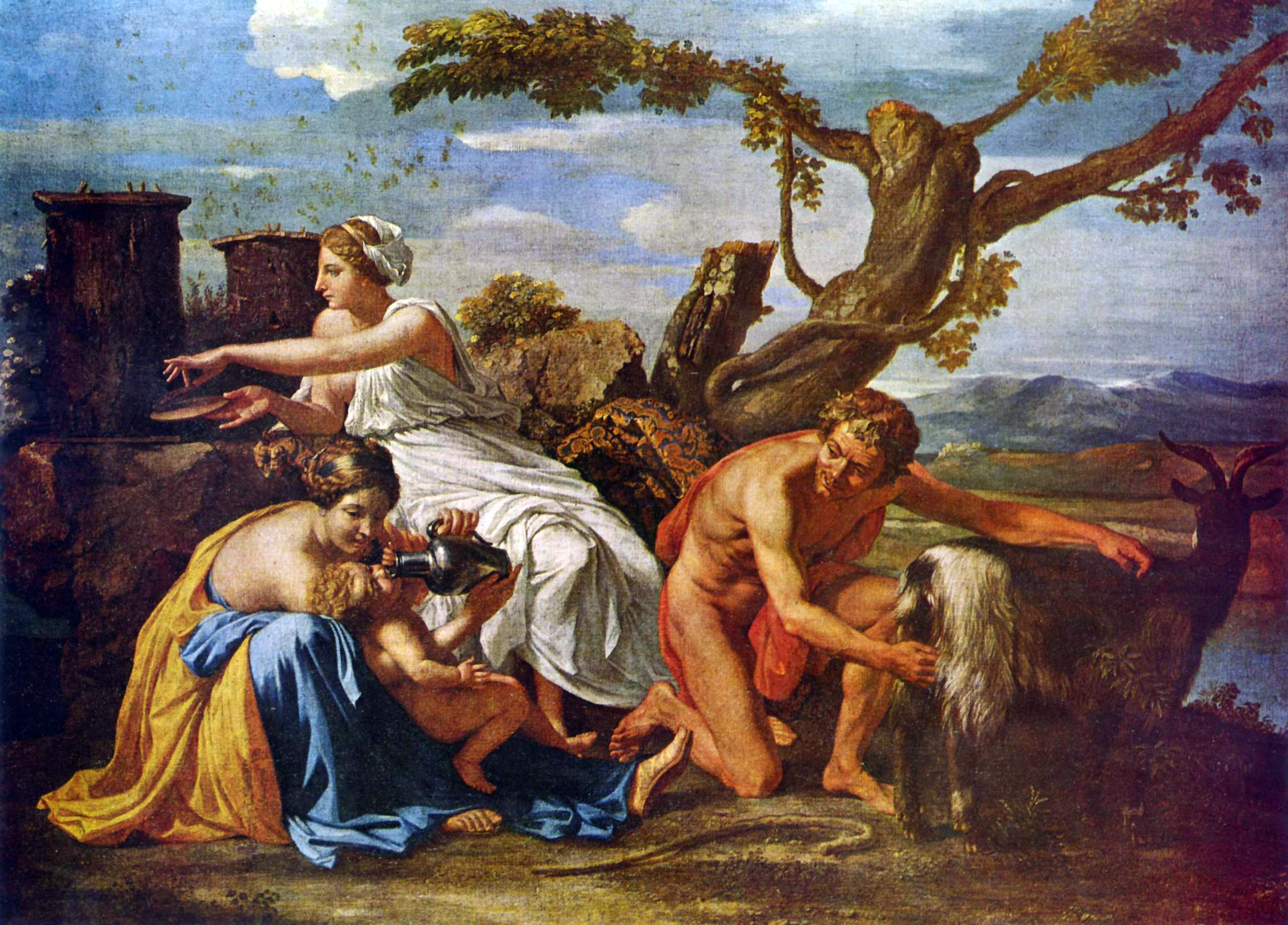
El dios mitológico Zeus ordeñando la cabra Amaltea.

- La oveja se domesticó en el levante mediterráneo, principalmente a partir de Ovis aries. A partir de evidencias arqueológicas se han identificado cinco líneas mitocondriales producidas entre el 9000 a. C. y 8000 a. C. [40] La leche de oveja es más rica en contenido graso que la leche de búfalo e incluso es más rica en contenido proteínico. Es muy valorada en las culturas mediterráneas.

- La cabra comenzó a domesticarse principalmente en el valle de Éufrates y los montes Zagros a partir de Capra aegagrus aproximadamente al mismo tiempo que las vacas (hace 10 500 años).[41][42] Segrega leche con sabor y aroma fuertes. La leche caprina es algo distinta a la de la oveja, principalmente en lo que respecta al sabor, y contiene una mayor cantidad de cloruros que le otorgan un sabor levemente salado. Además es más «gruesa» en contenido de natas (caseinatos), y presenta mayores niveles de calcio. Con la materia grasa de esta leche se elabora el queso de cabra.

- El camello es un pariente lejano a los bóvidos y los ovicápridos (cabras y ovejas). Fue domesticado en el 2500 a. C. en Asia Central. Su leche es muy apreciada en los climas áridos donde algunas culturas la utilizan constantemente, como por ejemplo en la gastronomía del noroeste de África.

- La llama y la alpaca son animales comunes en la serranía andina en América del Sur. Su producción láctea se dirige principalmente al consumo local y no tiene mayor proyección industrial.[43]

- Cérvidos: En diversas poblaciones cercanas al Ártico es frecuente el consumo de la leche de cérvidos, como el reno (Rangifer tarandus) y el alce (Alces alces). Esta última se comercializa en Rusia y en Suecia. Algunos estudios sugieren que puede proteger a los niños contra las enfermedades gastrointestinales.[44]

- Équidos: La producción de leche de yegua es muy importante para muchas poblaciones de las estepas de Asia Central, en especial para la producción de un derivado fermentado llamado kumis, ya que consumida cruda tiene un poderoso efecto laxante.[45] Esta leche tiene un contenido más elevado en glúcidos que la de cabra o vaca y por ello es más apta para fermentados alcohólicos. Se calcula que en Rusia existen unas 230 000 yeguas dedicadas a la producción de kumis.[46] La leche de asna es una de las más semejantes a la humana en cuanto a composición. Se han realizado estudios con éxito para suministrarla como alimento a niños alérgicos a la leche de vaca.[47] También existen granjas en Bélgica que producen leche de asna para usos cosméticos.[48] Una de las personas de las llamadas «extremas longevas», la ecuatoriana María Ester Capovilla, quien falleció a la edad de casi 117 años, alegó que el secreto de su longevidad era el consumo diario de este tipo de leche.[49] La leche de cebra se ha convertido en un artículo demandado por millonarios excéntricos.[50]

### Ordeño

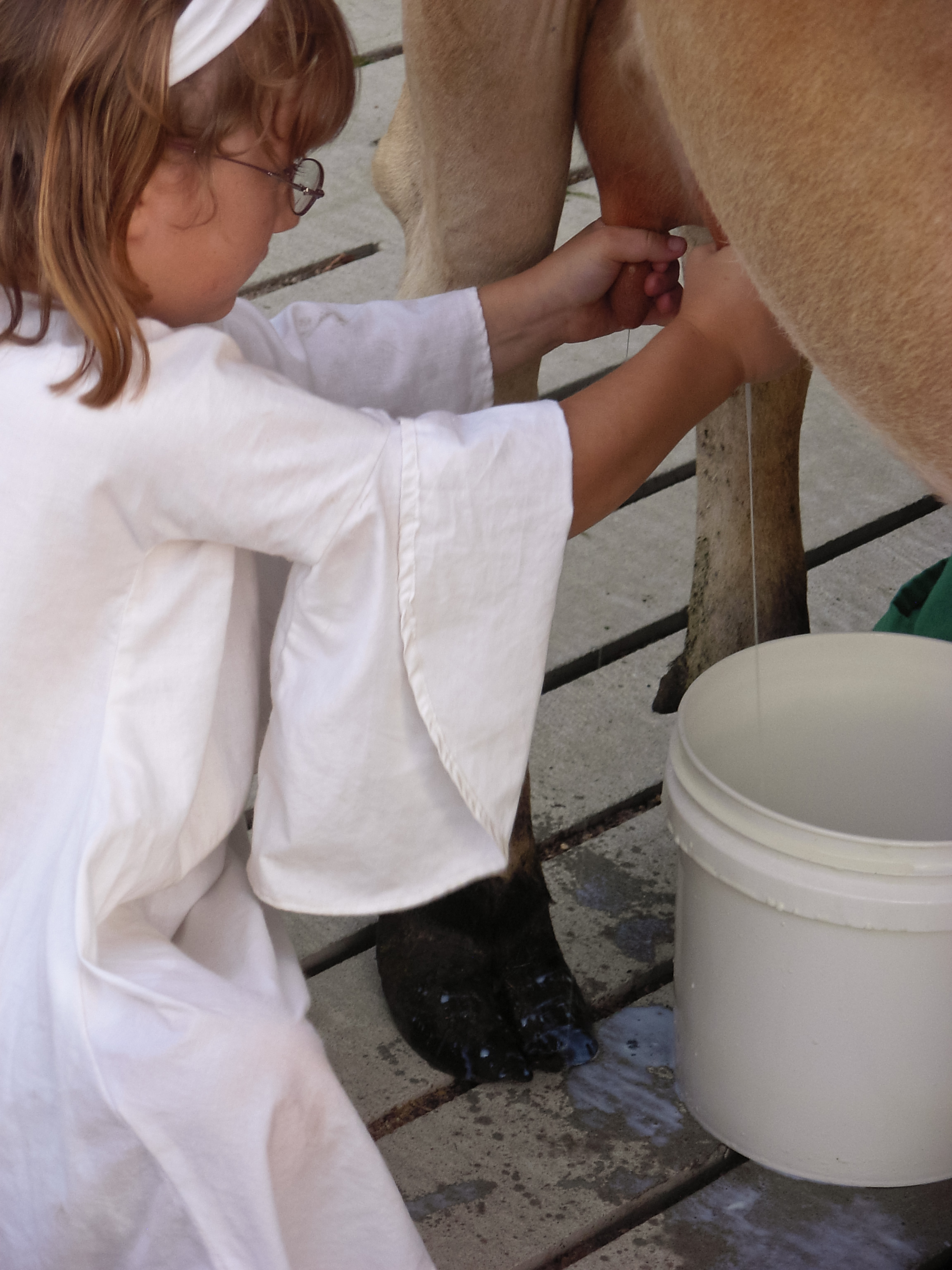
Una niña ordeñando una vaca de forma manual

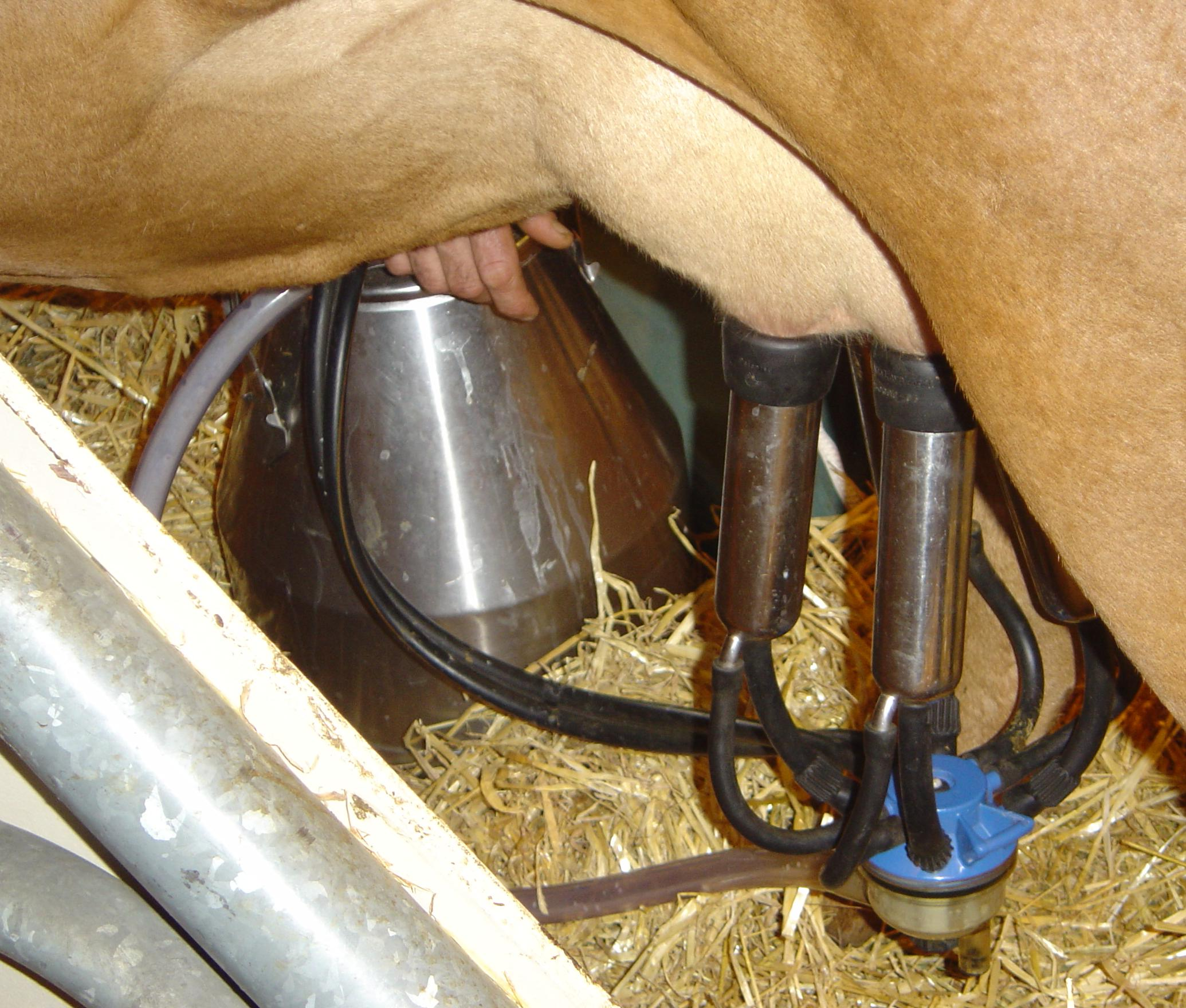
Máquina ordeñadora que funciona mediante succión al vacío. Nótese que las succionadoras llegan hasta la parte superior del pezón para evitar que la leche salga del contenedor metálico a la vez que evita dañar el pezón.

Las técnicas de ordeño son básicamente dos:
- Manual: Es necesario limpiar las ubres del animal de manera aséptica (esto es, con un jabón especial y usando siempre agua potable) para evitar contagiar al animal con mastitis. Luego, la cara del ordeñador siempre debe ver directamente al vientre de la vaca, posicionar la mano derecha en un pezón de la ubre, mientras que con la izquierda se agarra otro, ubicado en el mismo plano de la mano, pero en el plano posterior de la ubre, y después invertirlo constantemente. Esto significa que cada mano ordeñará un par de pezones; mientras una mano agarra el anterior de un par, la otra tira el posterior del otro.

- Mecánica: Utiliza una succionadora que ordeña a la vaca en el mismo orden que el ordeño manual. Extrae la leche haciendo el vacío. La diferencia radica en que lo hace en menos tiempo y sin riesgo de dañar el tejido de la ubre. Se emplea en las industrias y en algunas granjas con número elevado de animales. Las succionadoras deben limpiarse con una solución de yodo al 4 %.

Al realizar el ordeño, siempre deben realizarse dos tareas:
1. Desinfectar el pezón con agua destilada: Esto se realiza con una malla fabricada con manta de cielo (una tela de color blanco realizada con hilo fino). Al disparar un chorrito de leche hacia esta, se debe observar si la leche sale sin grumos, puesto que esto puede significar que la vaca tiene mastitis.
2. Sellar el pezón: Se realiza con la misma solución con la que se limpian las succionadoras. La diferencia radica en que el pezón se va a limpiar totalmente con esta solución para cerrar el conducto lactífero. De esta forma se evita que el pezón se infecte. Si la succionadora generó una herida en el animal, pues este tiene piel muy sensible, el yodo evitará una infección posterior.

### Factores de manejo del ganado vacuno de leche
Entre otros elementos se tienen que considerar:
- Regularidad en el cuidado (ordeño, etc.).
- Evitar la violencia con los animales.
- Evitar la presencia de perros u otras causas de excitación y ansiedad.
- Ejercicio. Las vacas pasan acostadas nueve horas al día. El porcentaje la duración del reposo al día es del 42-45 %, de la rumia el 25 % y de los movimientos entre el 40-80 %.
- Limpieza de los animales. Se debe tener especialmente limpia la mama; para ello es necesario tener las camas limpias.
- El corte de pezuñas es necesario en vacas en estabulación.
- Eliminar o minimizar vicios. Las vacas mamonas, que maman a otras y a sí mismas. Es de etiología desconocida y difícil solución; son vacas a desechar salvo que sean de una producción excepcional. El coceo, generalmente debido a mal trato, a mal ordeño o a dolor en el ordeño (por ejemplo, por presencia de grietas en el pezón).
- Temperamento, que está condicionado por factores hereditarios, procesos fisiopatológicos, la experiencia que va adquiriendo el animal y por el aprendizaje.
- Orden social, que es importante en la estabulación libre, sobre todo en grupos medianos y pequeños. En lotes grandes afecta a un porcentaje bajo de vacas. Se debe considerar la creación de lotes por edad, nivel de producción y facilidad para el ordeño. Al menos, hay que crear dos grupos independientes, uno de vacas en lactación y otro de vacas en secado.[52]

Ejemplos de glándulas mamarias
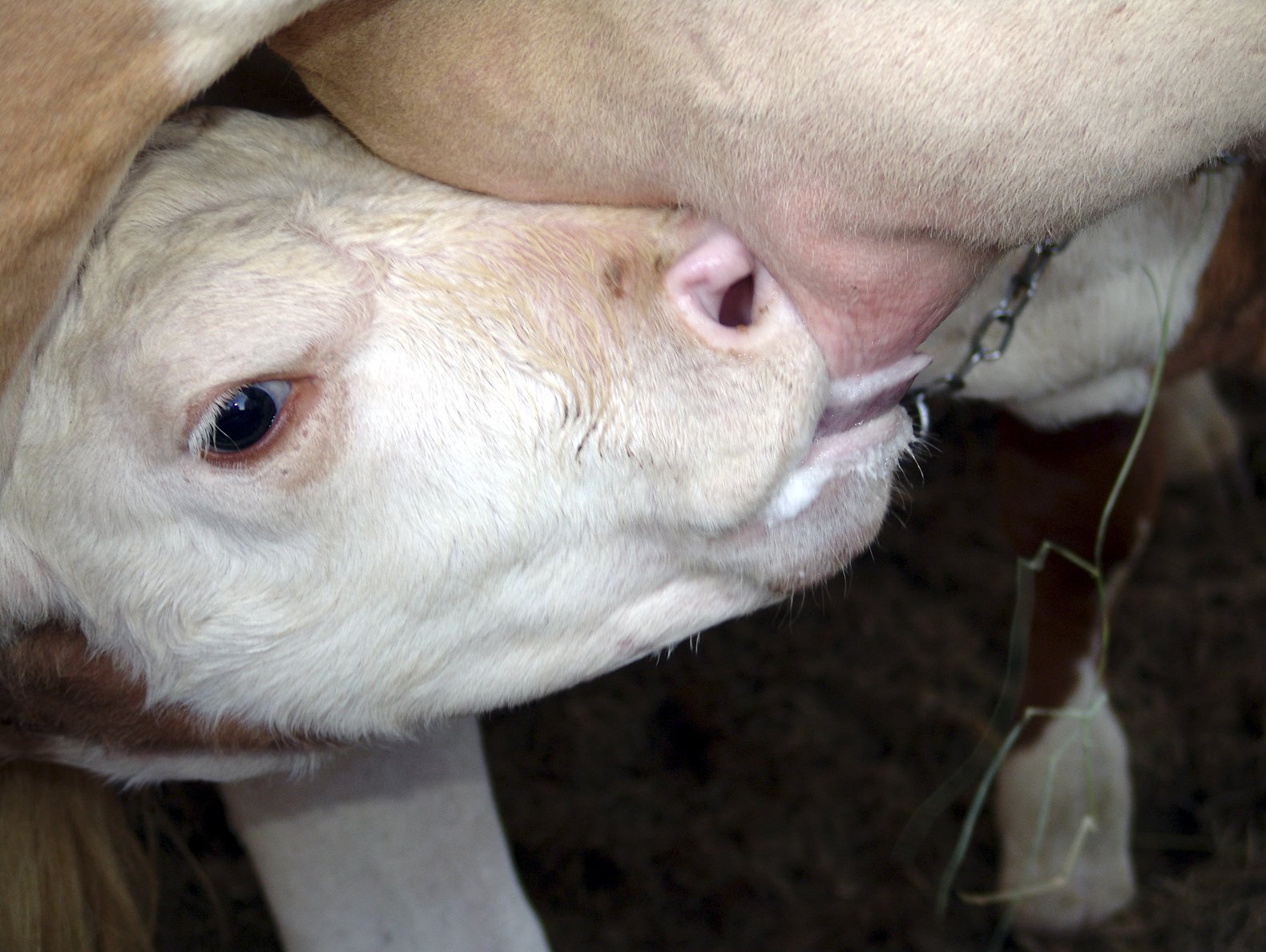
Vaca
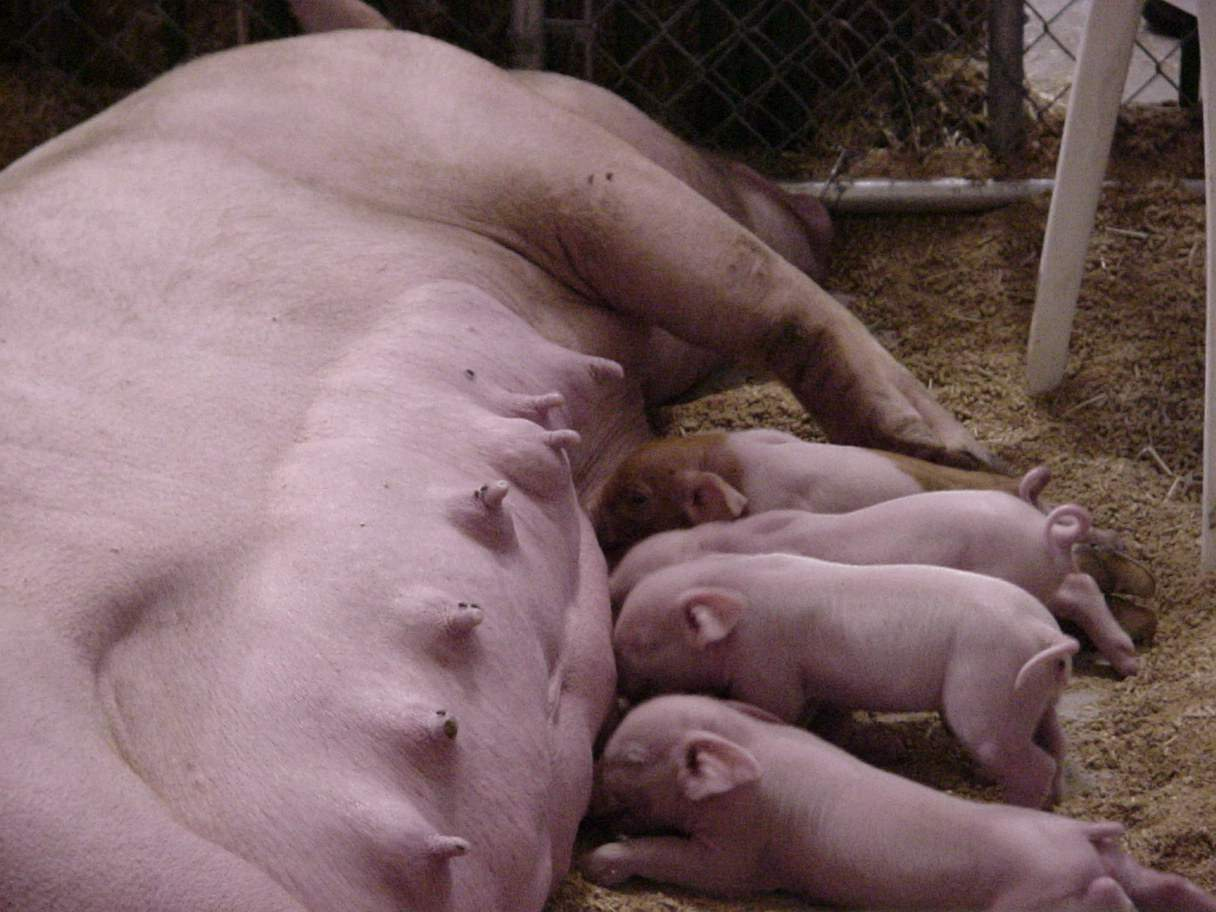
Cerda
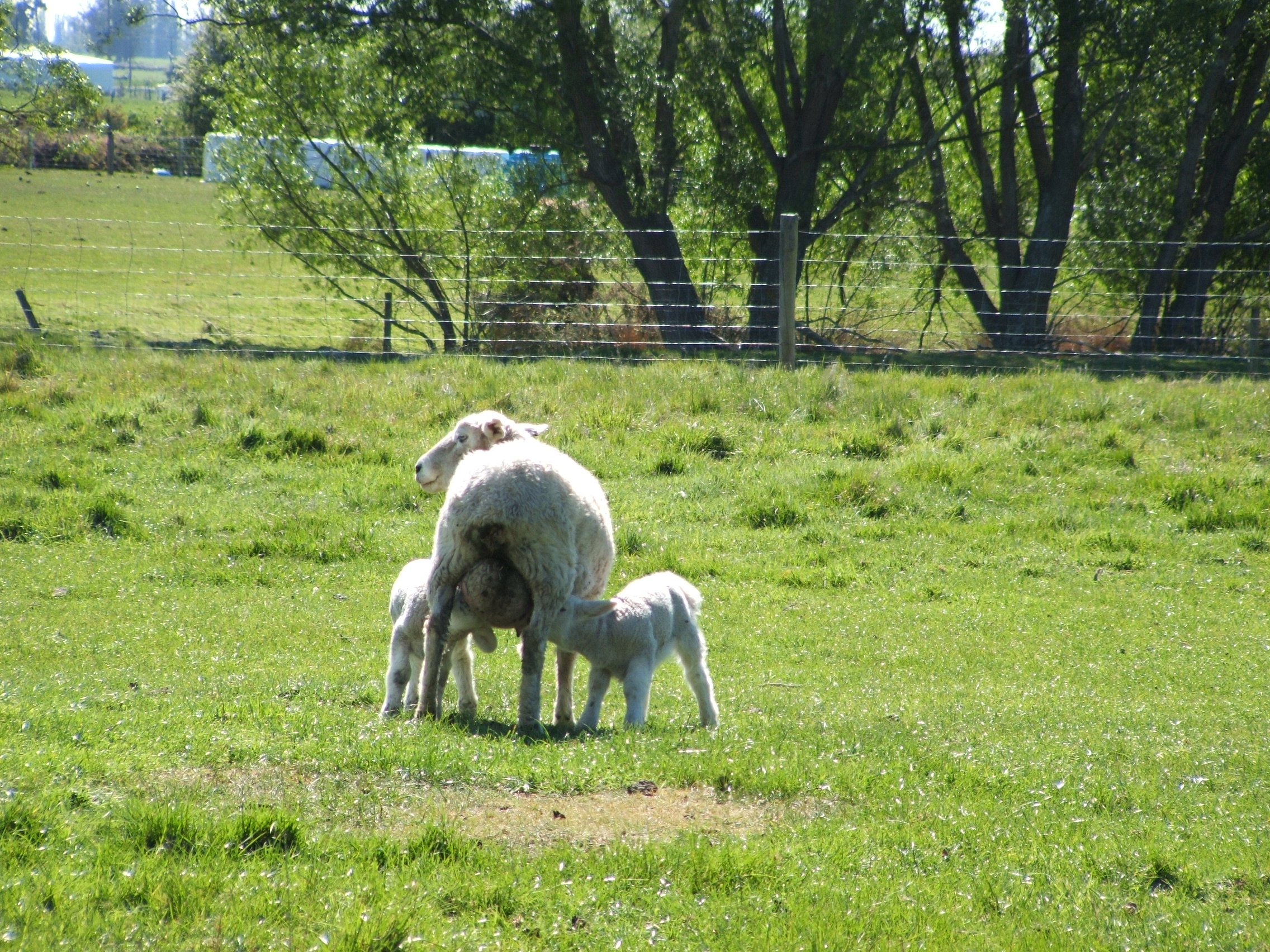
Oveja
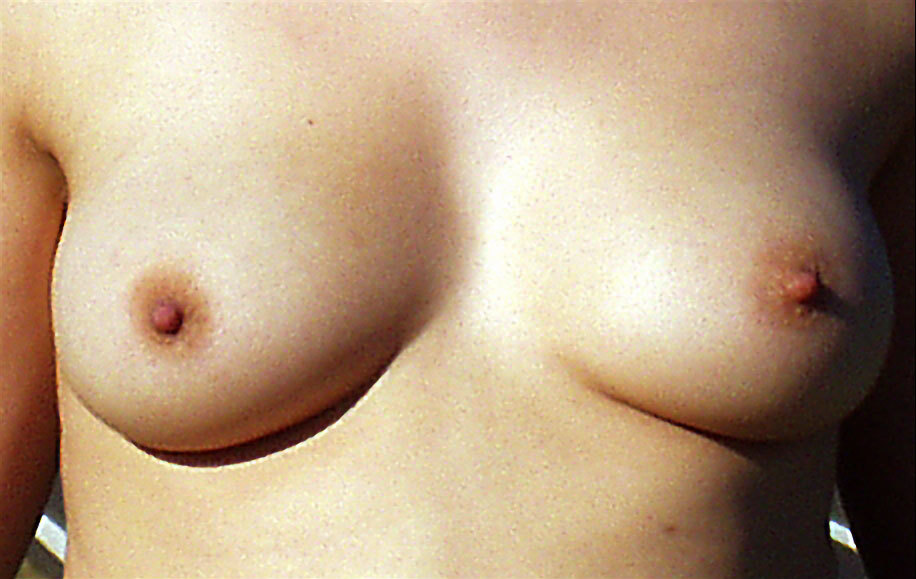
Mujer

## Características generales
En cuanto a sus propiedades, la leche difiere de unas especies a otras de mamíferos. Por regla general puede decirse que la leche es un líquido de color blanco mate y ligeramente viscoso, cuya composición y características físico-químicas varían sensiblemente según las especies animales, e incluso según las diferentes razas. Estas características también varían en el curso del período de lactación, así como en el curso de su tratamiento.
La leche aporta a los seres humanos calcio, vitaminas A y D, ácidos grasos y proteínas.

### Propiedades físicas
La leche de vaca tiene una densidad media de 1.032 g/mL. Es una mezcla compleja y heterogénea compuesta por un sistema coloidal de tres fases:
- Solución: los minerales así como los glúcidos se encuentran disueltos en el agua.
- Suspensión: las sustancias proteicas se encuentran con el agua en suspensión.
- Emulsión: la grasa en agua se presenta como emulsión.

Contiene una proporción importante de agua (cerca del 87 %). El resto constituye el extracto seco que representa 130 gramos (g) por L y en el que hay de 35 a 45 g de materia grasa.
Otros componentes principales son los glúcidos lactosa, las proteínas y los lípidos. Los componentes orgánicos (glúcidos, lípidos, proteínas, vitaminas), y los componentes minerales (Ca, Na, K, Mg, Cl). La leche contiene diferentes grupos de nutrientes. Las sustancias orgánicas (glúcidos, lípidos, proteínas) están presentes en cantidades más o menos iguales y constituyen la principal fuente de energía. Estos nutrientes se reparten en elementos constructores, las proteínas, y en compuestos energéticos, los glúcidos y los lípidos.

### Propiedades químicas
El pH de la leche es ligeramente ácido (pH comprendido entre 6.6 y 6.8). Otra propiedad química importante es la acidez, o cantidad de ácido láctico que contiene, que suele estar en torno al 0.15-0.16 %.
|                       | Composición media de la leche en gramos por litro |               |                       |                       |                       |         |                    |       |
| Agua                  | Extracto seco                                     | Materia grasa | Materias nitrogenadas | Materias nitrogenadas | Materias nitrogenadas | Lactosa | Materias minerales |       |
| Agua                  | Extracto seco                                     | Materia grasa | Totales               | Caseína               | Albúmina              | Lactosa | Materias minerales |       |
| Humana                |                                                   |               |                       |                       |                       |         |                    |       |
|                       | 905                                               | 117           | 35                    | 12-14                 | 10-12                 | 4-6     | 65-70              | 3     |
| Équidos               |                                                   |               |                       |                       |                       |         |                    |       |
| Yegua                 | 925                                               | 100           | 10-15                 | 20-22                 | 10-12                 | 7-10    | 60-65              | 3-5   |
| Burra                 | 925                                               | 100           | 10-15                 | 20-22                 | 10-12                 | 9-10    | 60-65              | 4-5   |
| Rumiantes             |                                                   |               |                       |                       |                       |         |                    |       |
| Vaca                  | 900                                               | 130           | 35-40                 | 30-35                 | 27-30                 | 3-4     | 45-50              | 8-10  |
| Cabra                 | 900                                               | 140           | 40-45                 | 35-40                 | 30-35                 | 6-8     | 40-45              | 8-10  |
| Oveja                 | 860                                               | 190           | 70-75                 | 55-60                 | 45-50                 | 8-10    | 45-50              | 10-12 |
| Búfala                | 850                                               | 180           | 70-75                 | 45-50                 | 35-40                 | 8-10    | 45-50              | 8-10  |
| Reno                  | 675                                               | 330           | 160-200               | 100‑105               | 80-85                 | 18-20   | 25-50              | 15-20 |
| Porcinos              |                                                   |               |                       |                       |                       |         |                    |       |
| Cerda                 | 850                                               | 185           | 65-65                 | 55-60                 | 25-30                 | 25-30   | 50-55              | 12-15 |
| Carnívoros y Roedores |                                                   |               |                       |                       |                       |         |                    |       |
| Perra                 | 800                                               | 250           | 90-100                | 100-110               | 45-50                 | 50-55   | 30-50              | 12-14 |
| Gata                  | 850                                               | 200           | 40-50                 | 90-100                | 30-35                 | 60-70   | 40-50              | 10-13 |
| Coneja                | 720                                               | 300           | 120-130               | 130-140               | 90-100                | 30-40   | 15-20              | 15-20 |
| Cetáceos              |                                                   |               |                       |                       |                       |         |                    |       |
| Marsopa               | 430                                               | 600           | 450-460               | 120-130               | -                     | -       | 10-15              | 6-8   |

Las sustancias proteicas de la leche son las más importantes en el aspecto químico. Se clasifican en dos grupos: proteínas (la caseína se presenta en 80 % del total proteínica, mientras que las proteínas del suero lo hacen en un 20 %), y las enzimas.
La actividad enzimática depende de dos factores: la temperatura y el pH; y está presente en todo el sistema de diversas formas. La fosfatasa es un inhibidor a temperaturas de pasteurización e indica que se realizó bien la pasteurización. La reductasa es producida por microorganismos ajenos a la leche y su presencia indica que está contaminada. La xantoxidasa en combinación con nitrato de potasio (KNO3) inhibe el crecimiento de bacterias butíricas. La lipasa oxida las grasas y da olor rancio a los productos y se inhibe con pasteurización. La catalasa se incrementa con la mastitis y, si bien no deteriora el alimento, se usa como indicador microbiológico.

### Composición
Inmediatamente después del parto, la hembra del mamífero comienza a producir secreciones mamarias; durante los dos o tres primeros días produce el calostro. Pasado este período, el animal sintetiza propiamente la leche durante todo el periodo de lactancia, que varía de 180 a 300 días (dependiendo de muchos factores), con una producción media diaria muy fluctuante que va desde 3 hasta 25 litros. La leche se sintetiza fundamentalmente en la glándula mamaria, pero una gran parte de sus constituyentes provienen del suero de la sangre. Su composición química es muy compleja y completa, lo que refleja su gran importancia en la alimentación de las crías. La composición de la leche depende de las necesidades de la especie durante el periodo de crianza.

#### Lactosa
La lactosa es un disacárido presente únicamente en leche y sus derivados, representando el principal y único glúcido. Sin embargo, se han identificado pequeñas cantidades de glucosa, galactosa, sacarosa, cerebrósidos y aminoazúcares derivados de la hexosamina.
La lactosa se sintetiza en la glándula mamaria por un sistema enzimático en el que interviene la α-lactoalbúmina para después segregarse en la leche. Es un 15 % menos edulcorante que la sacarosa y contribuye, junto con las sales, al sabor global del alimento. La enzima lactasa hidroliza el enlace glucosídico y separa el azúcar en glucosa y galactosa, pero su nivel varía entre las diferentes poblaciones humanas. En los seres humanos, varias mutaciones genéticas han permitido seguir tolerando la lactosa durante la edad adulta (persistencia de lactosa), con mayor o menor prevalencia según la zona geográfica. Las poblaciones que no poseen esta mutación (que son principalmente las asiáticas y africanas) presentan una deficiencia primaria o permanente de lactasa.
Las personas sanas con deficiencia primaria o permanente de lactasa son capaces de consumir al menos 12 g de lactosa por comida (la cantidad contenida en una taza de leche) sin experimentar ningún síntoma o solo síntomas leves. Esta tolerancia mejora si la leche es consumida junto con las comidas, eligiendo leche baja en lactosa, sustituyendo la leche por yogur o quesos curados, o tomando suplementos de lactasa. Asimismo, el consumo regular de alimentos lácteos por parte de personas con deficiencia primaria de lactasa puede permitir una adaptación favorable de las bacterias del colon, que pueden ayudar a la descomposición de la lactosa, permitiendo una tolerancia progresiva y mantenida a la lactosa.
Cuando el organismo no es capaz de asimilar correctamente la lactosa y el consumo sobrepasa el límite tolerado, pueden aparecer diversos síntomas de intolerancia (intolerancia a la lactosa), tales como dolor abdominal, distensión, borborigmos, diarrea  e incluso estreñimiento y vómitos. No obstante, el consumo de productos lácteos por parte de personas con intolerancia a la lactosa no produce daños en el tracto gastrointestinal, sino que se limita a estos síntomas transitorios. Una gran parte de las persona que creen tener intolerancia a la lactosa no presentan en realidad malabsorción de lactosa, sino que sus síntomas se deben a la presencia de enfermedades no diagnosticadas, tales como la enfermedad celíaca, la enfermedad inflamatoria intestinal o el sobrecrecimiento bacteriano. Asimismo, la intolerancia a la lactosa con frecuencia es confunida con una alergia a la leche, especialmente difícil de diagnosticar cuando es no mediada por IgE.

#### Lípidos o grasas
Las propiedades de la leche son el reflejo de los ácidos grasos que contiene. Así tenemos varios grupos de lípidos presentes en la leche: triacilglicéridos, diacilglicéridos, monoacilglicéridos, fosfolípidos, ácidos grasos libres, esteroles y sus ésteres, y algunos glúcidos.
| Lípido               | Porcentaje del total de lípidos | Concentración (g/L) |
| -------------------- | ------------------------------- | ------------------- |
| Triacilglicéridos    | 96-98                           | 31                  |
| Diacilglicéridos     | 2.10                            | 0.72                |
| Monoacilglicéridos   | 0.08                            | 0.03                |
| Fosfolípidos         | 1.1                             | 0.35                |
| Ácidos grasos libres | 0.2                             | 0.08                |
| Colesterol           | 0.45                            | 0.15                |
| Hidrocarburos        | rastros                         | rastros             |
| Ésteres de esteroles | rastros                         | rastros             |

Los triacilglicéridos se encuentran como pequeñas partículas llamadas glóbulos. Contienen una gran cantidad de ácidos grasos, identificándose hasta 400 tipos diferentes en la leche de vaca (los aceites tiene entre 8 y 10). La leche es el alimento que tiene la composición lipídica más compleja. Sin embargo, el 96 % del total lo conforman solo 14 ácidos grasos, siendo los más importantes el ácido mirístico, el ácido palmítico y el ácido oleico. La gran cantidad de grasas se debe a la alimentación del bovino y a la intensa actividad del rumen. En el caso de las focas, el exceso de contenido graso se debe a la dieta basada en peces y es parte de una adaptación natural para que la cría soporte el frío extremo. En el caso de la leche humana, el contenido graso depende de la nutrición equilibrada de la mujer durante el embarazo y la lactancia; de ahí que una dieta plenamente omnívora beneficie al contenido graso exacto de la leche.

#### Caseínas
De todas las proteínas presentes en la leche, las más comunes y representativas son tres, y todas son caseínas: la caseína-αs1, la caseína-β y la caseína-κ. En la industria láctea, es muy importante la caseína-κ, que posee, entre otras, las siguientes características:
La caseína-κ es útil principalmente para la elaboración de quesos  (la más rica en este tipo de caseína es la leche de vaca, mientras que la más pobre proviene de la leche humana) debido a que al ser hidrolizada por la renina es posible que se precipite en paracaseína-κ, la cual al reaccionar con el calcio genera paracaseinato de calcio.

##### Fase micelar
Las caseínas interaccionan entre sí formando una dispersión coloidal que consiste en partículas esféricas llamadas micelas con un diámetro que suele variar entre 60 a 450 nm poseyendo un promedio de 130 nm. A pesar de la abundante literatura científica sobre la posible estructura de una micela, no hay consenso sobre el tema. Existe un modelo propuesto que considera que la micela se encuentra a su vez constituida por subunidades de la misma forma, con un diámetro de entre 10 y 20 nm.
El modelo arriba ilustrado permite observar cómo las subunidades se enlazan entre sí gracias a los iones de calcio. Se sugiere que el fosfato de calcio se une a los grupos NH2- de la lisina; el calcio interacciona con el grupo carboxilo ionizado (COO-). Las submicelas se constituyen a partir de la interacción constante entre las caseínas α, β y κ. Hay que resaltar la función estabilizadora de la caseína κ contra la precipitación de calcio de otras fracciones proteínicas. La gran cantidad de modelos fisicoquímicos (por citar algunos: Rose, Garnier y Ribadeau, Morr, Schmidt, Slattery, Waugh, Noble, etc.), todos concuerdan en que las unidades hidrófobas entre las moléculas de proteínas aseguran la estabilidad de la micela.

#### Suero de la leche
A partir de 10 litros de leche de vaca se puede producir de 1 a 2 kg de queso (es decir, en su mayor parte de caseína) y un promedio de 8 a 9 kg de suero de leche. El suero es el conjunto de todos los componentes de la leche que no se integran en la coagulación de la caseína, y de acuerdo con el tipo de leche (es decir, de la especie de la que proviene) se pueden tener dos tipos de sueros, clasificados por su sabor:
- El suero dulce, que proviene de quesos coagulados con renina. La mayoría de este suero se compone de nitrógeno no proteico (22 % del total) y tiene una gran concentración de lactosa (cerca del 4.9 % de todo el suero); es el más rico en proteínas (0.8 %) pero muy pobre en cuestión de ácido láctico (0.15 %). El resto del suero es un conjunto de sales, minerales y grasas que varían de especie a especie. El pH oscila entre 6 y 6.2.
- El suero ácido, que proviene de quesos coagulados con ácido acético. Es el subproducto común de la fabricación de queso blanco y requesón y por el bajo pH (4.6) resulta corrosivo para los metales. Contiene una mayor proporción de nitrógeno no proteico (27 % del total) y posee menos lactosa en concentración (4.3 %) ya que, por provenir de leche ácida, parte de la lactosa se convierte en ácido láctico por la fermentación. Por ello, tiene más cantidad de ácido láctico (0.75 %). Debido a la desnaturalización, es más pobre en proteínas (0.6 %). Suele tener menor concentración de sales, minerales y grasas, cuyas concentraciones varían de especie a especie.

Los lactatos y los fosfatos (sales muy comunes en el suero) ayudan a guardar el equilibrio ácido-base e influyen mucho en las propiedades del suero (estabilidad y precipitación térmica).
El suero tiene una proporción baja de proteínas, sin embargo poseen más calidad nutritiva que las caseínas del queso. La excesiva producción de suero al elaborar queso ha sido siempre una preocupación y se han ideado muchas formas de aprovecharlo. Una de las más sencillas, de tipo casero, es calentarlo para precipitar las proteínas y luego prensarlo o filtrarlo. En muchas poblaciones de México suele comerse inmediatamente después de salarlo (y recibe el nombre de requesón).
Sus aplicaciones industriales suelen venir una vez que se le deshidrata, cuando es poco soluble. Durante la evaporación (para eliminar el agua) y la aspersión (para secarlo) puede perder sus propiedades nutricionales por lo que el pH y la temperatura de estos dos procesos deben vigilarse con esmero durante el secado del extracto.
Las proteínas del suero son compactas, globulares, con un peso molecular que varía entre 14 000 y 1 000 000 daltons, y son solubles en un amplio intervalo de pH (se mantienen intactas cuando la leche se corta de manera natural, ya que no ha habido presencia de calor que desnaturalice las proteínas). En estado natural no se asocian con las caseínas, pero en la leche tratada térmicamente y homogeneizada, una parte de estas proteínas sí lo hace. Las proteínas del suero constan por lo menos de 8 fracciones diferentes, todas sensibles a temperaturas altas (procesos térmicos) y por ello son las primeras en degradarse con procesos como la pasteurización o la UHT. La razón por la que la leche no se descompone estando fuera de refrigeración una vez tratada térmicamente es porque las proteínas del suero, al desnaturalizarse, liberan un grupo sulfhidrilo que reduce la actividad de la oxidación de manera parcial.
Las proteínas del suero con mayor importancia en la leche son:
a) α-lactalbúmina: constituye el sistema enzimático requerido para la síntesis de la lactosa. La leche de animales que no presentan esta proteína tampoco contiene lactosa. No posee sulfhidrilos libres pero sí cuatro disulfuros que ceden las cistinas, por lo que tiene 2.5 veces más azufre que la caseína. Posee bajo peso molecular y un alto contenido en triptófano. Se considera que hace mucho tiempo, las aves y los bovinos estuvieron unidos por un tronco común genético (no taxonómico) debido a que la secuencia de aminoácidos de esta proteína es semejante a la lisozima del huevo. Se desnaturaliza a 63 °C.
b) β-lactoglobulina: insoluble en agua destilada y soluble en diluciones de sales, se desnaturaliza y precipita a menos de 73 °C (no resiste la pasteurización). Esta proteína no se encuentra en la leche humana, siendo abundante especialmente en rumiantes y es considerada la responsable de ciertas reacciones alérgicas en los infantes. Existen tratamientos industriales que permiten modificar los componentes de la leche de vaca para que se parezcan a los de la leche humana y poder así dársela a los bebés. En estos procesos se elimina esta fracción proteínica por precipitación con polifosfatos o por filtración en gel, para después mezclarla con otros componentes (caseína, aceite de soja, minerales, vitaminas, lisozima, etc.).
c) Proteína ácida del suero (WAP, en inglés): es un componente de la leche que solo se encuentra en la categoría GLIRES, que agrupa a roedores y lagomorfos, aunque se han encontrado secuencias relacionadas en el cerdo. Del hecho de que contienen dominios similares a inhibidores de la proteasa se observa que su función es antimicrobiana y protectora de las mucosas orales.
d) inmunoglobulinas: suman el 10 % del total de las proteínas del suero y provienen de la sangre del animal. Pertenecen a los tipos IgA e IgE y proceden de las células plasmáticas del tejido conjuntivo de la mama (Bloom-Fawcett, 1999). Algunos científicos, según se ha dicho antes, ven en ello la razón de ser de la leche, ya que permiten transmitir cierta inmunidad a la cría (principalmente la memoria de las enfermedades que la madre ha sufrido). Suelen ser muy abundantes en el calostro (hasta 100 g/L).

### Propiedades microbiológicas
La leche recién obtenida es un sustrato ideal para un gran número de géneros bacterianos, algunos beneficiosos y otros perjudiciales, que provocan alteraciones diversas del alimento y sus propiedades:
| Tipo de bacterias | Efectos sobre el alimento | Condiciones necesarias para su activación o desarrollo |
| ----------------- | --- | --- |
| Lácticas          | Son las bacterias que convierten mediante la fermentación la lactosa en ácido láctico. Pueden generar una alteración en la consistencia, como Lactobacillus bulgaricus, que puede hacer espesar la leche, paso principal para elaborar yogur. Genera que el porcentaje de acidez suba y el pH baje a 4.5. | Se requiere de temperaturas ya sea ambientales o superiores. A temperaturas ambientales se genera un cultivo láctico y puede tardar hasta dos días, aplicando calentamiento el proceso se hace menos lento. |
| Propiónicas       | Generan liberación de dióxido de carbono (CO2). Actúan sobre las trazas de ácido propiónico de la leche para generar ácido acético. Pueden generar un exceso burbujeante sobre la leche y dar un olor excesivamente ácido. | Requieren de temperaturas de 24 °C para comenzar a actuar. |
| Butíricas         | Generan coágulos grasos en la leche no acidificada. La alteración de la grasa puede generar un espesor muy poco deseado. | Requieren de poca acidez y de un pH superior a 6.8. |
| Patógenas         | Alteran todas las propiedades. La acidez disminuye, el pH comienza a hacerse básico, existe una separación irregular de las grasas y la caseína (se «corta») y el olor se hace pútrido. Su presencia, como la de coliformes, puede indicar contaminación fecal. Producen liberación de CO2 y dióxido de nitrógeno (NO2). Generan burbujas grandes y pareciera efervescer. | Requieren de temperaturas de 37 °C y de acidez baja. Usualmente, la leche fuera de refrigeración experimenta estos cambios.                                                                                 |
| Psicrófilas       | Este tipo de bacterias aparecen después del esterilizado de la leche y resisten las bajas temperaturas pudiendo incluso manifestar crecimiento bacteriano entre 0 ° y 10 °Celsius. Aunque en el esterilizado se eliminan la mayor cantidad de este tipo de gérmenes, estos dejan una huella enzimática (proteasa) que resiste las altas temperaturas provocando en la leche un amargor característico cumplido el 50 % del tiempo de su caducidad. En la industria láctea, este tipo de bacterias (Familia pseudomonas) son responsables de conferir un sabor amargo a cremas y leches blancas. | Requieren un grado de acidez y valor de pH menor a 6.6. No son inhibidas por congelamiento y generan una persistente actividad enzimática.                                                                  |

Como control de calidad, la leche cruda o leche bronca (sin pasteurizar) se analiza antes de determinar el destino como producto terminado, si el recuento de gérmenes es mayor que 100 000 UFC (Unidades Formadoras de Colonias) es una leche de inferior calidad que una cuyo recuento sea menor a ese número. También se determina la potencialidad de brucelosis que pudiera presentar.

### Propiedades nutricionales
Su diversificada composición, en la que entran grasas (donde los triglicéridos son la fracción mayoritaria con el 98 % del total lipídico y cuyos ácidos grasos que los forman son mayormente saturados), proteínas, (caseína, albúmina y proteínas del suero) y glúcidos (lactosa, azúcar específica de la leche), la convierten en un alimento completo. Además, la leche entera de vaca es una importante fuente de vitaminas (vitaminas A, B, D3, E). La vitamina D es la que fija el fosfato de calcio a dientes y huesos, por lo que es especialmente recomendable para niños. El calostro es un líquido de color amarillento, rico en proteínas y anticuerpos, indispensables para la inmunización del recién nacido. A pesar de ello, no tiene aplicación industrial. Estudios recientes demuestran que la calidad de leche puede verse influenciada por la flora bacteriana del hospedador, la cual se ve modificada por la calidad de la dieta.

## Procesos industriales
La leche cruda o leche bronca no sería apta para su comercialización y consumo sin ser sometida a ciertos procesos industriales que aseguraran que la carga microbiológica está dentro de unos límites seguros. Por eso, una leche con garantías de salubridad debe haber sido ordeñada con métodos modernos e higiénicos de succión en los cuales no hay contacto físico con la leche. Después de su ordeño, ha de enfriarse y almacenarse en un tanque de leche en agitación y ser transportada en cisternas isotermas hasta las plantas de procesado.
En dichas plantas, ha de analizarse la leche antes de su descarga para ver que cumple con unas características óptimas para el consumo.
Entre los análisis, están los fisicoquímicos para ver su composición en grasa y extracto seco, entre otros parámetros, para detectar posibles fraudes por aguado, los organolépticos, para detectar sabores extraños y los bacteriológicos, que detectan la presencia de bacterias patógenas y de antibióticos. Estos pasan a la leche procedentes de la vaca en tratamiento veterinario y a su vez pasan al consumidor. La leche que no cumple con los requisitos de calidad, debe ser rechazada.
Una vez comprobado su estado óptimo, es almacenada en cisternas de gran capacidad y dispuesta para su envasado comercial.

### Depuración
La leche, según la aplicación comercial que se le vaya a dar puede pasar por una gran cantidad de procesos, conocidos como procesos de depuración. Estos aseguran la calidad sanitaria de la leche, y se listan a continuación:
- Filtración se utiliza para separar la proteína del suero y quitar así las impurezas como sangre, pelos, paja, estiércol. Se utiliza una filtradora o una rejilla.
- Homogeneización: Se utiliza este proceso físico que consiste en la agitación continua (neumática o mecánica) ya sea con una bomba, una homogeneizadora o una clarificadora, y cuya finalidad es disminuir el glóbulo de grasa antes de calentarla y evitar así que se forme nata. Este debe ser de 1 μm (micrómetro) de diámetro. Cuando se normaliza la leche o se regulariza el contenido graso, se mezcla con homogeneización, evitando la separación posterior de fases. Se realiza a 50 °C para evitar la desnaturalización. La homogeneización, después de la pasteurización, estabiliza la grasa en pequeñas partículas que previenen el cremado durante la fermentación y genera una mejor textura ya que la interacción entre caseínas y los glóbulos de grasa se vuelve favorable para hacer derivados lácteos que requieren fermentación.[85]
- Normalización: cuando una leche no pasa positivamente la prueba de contenido graso para elaborar determinado producto, se utiliza leche en polvo o grasa vegetal. Se realiza de dos formas: primero de manera matemática (con procedimientos como la prueba χ² de Pearson o Balance de materia) y la otra práctica, midiendo las masas y mezclándolas. Antes de que la leche pase a cualquier proceso, debe tener 3.5 % de contenido graso. Este proceso se emplea también cuando la leche, una vez tratada térmicamente, perdió algún tipo de componentes, lo cual se hace más habitualmente con la leche que pierde calcio y a la que se le reincorporan nuevos nutrientes.
- Deodorización: se utiliza para quitar los olores que pudieran impregnar la leche durante su obtención (estiércol, por ejemplo). Para ello se emplea una cámara de vacío, donde los olores se eliminan por completo. La leche debe oler dulce o ácida.
- Bactofugación: elimina las bacterias mediante centrifugación. La máquina diseñada para esta función se llama bactófuga. Genera una rotación centrífuga que hace que las bacterias mueran y se separen de la leche. La leche debe tener 300 000 UFC/mL (Unidades formadoras de colonia por cada mililitro). Antes de realizar una bactofugación se debe realizar un cultivo de las bacterias que hay en la leche e identificarlas, esto es muy importante ya que permite determinar el procedimiento más efectivo para eliminar una bacteria específica.[86] Se suele tomar como regla que 1800 segundos calentando a 80 °C elimina a los coliformes, al bacilo de la tuberculosis y las esporas; así como la inhibición de las enzimas fosfatasa alcalina y la peroxidasa. Pero esto es solo un estándar muy variable que depende de muchas condiciones.
- Clarificación: se utiliza para separar sólidos y sedimentos innecesarios presentes en la leche (como polvo o tierra, partículas muy pequeñas que no pueden ser filtradas). Se utiliza una clarificadora, donde se puede realizar el proceso de dos formas: calentando la leche a 95 °C y dejándola agitar durante 15 minutos, o bien calentándola a 120 °C durante 5 minutos.

### Tratamientos térmicos
Una vez que ya se realizó la depuración, la leche puede ser tratada para el consumo humano mediante la aplicación de calor para la eliminación parcial o total de bacterias.
De acuerdo con el objetivo requerido, se empleará la termización, la pasteurización, la ultrapasteurización o la esterilización.
- Termización: con este procedimiento se reduce o inhibe la actividad enzimática.
- Pasteurización (slow high temperature, SHT): con este procedimiento la leche se calienta a temperaturas determinadas para la eliminación de microorganismos patógenos específicos: principalmente la conocida como Streptococcus thermophilus. Inhibe algunas otras bacterias.
- Ultrapasteurización (ultra high temperature, UHT): en este procedimiento se emplea mayor temperatura que en la pasteurización. Elimina todas las bacterias menos las lácticas. No requiere refrigeración posterior.
- Esterilización: la alta temperatura empleada de 140 °C por 45 s elimina cualquier microorganismo presente en la leche. No se refrigera posteriormente; esta leche recibe el nombre también de higienizada. Este proceso no se aplica a leche saborizada o reformulada pues se caramelizaría.

La esterilización puede ocurrir en unas autoclaves en línea denominadas Barriquands. Las leches blancas tratadas de este modo se embalan en tetrabrik o cajas de cartón especial higienizadas y recubiertas internamente con un filme satinado.
Después de un tratamiento térmico la refrigeración puede ser prescindible debido a que no es necesario bajar la temperatura en todos los casos, solamente cuando la leche aún posee microorganismos.
De acuerdo con la calidad microbiana saliente se considera la refrigeración; de ahí que la termización tenga refrigeración obligada y la esterilizada no. Si no existen bacterias o actividad enzimática la leche no se alterará a temperatura ambiente; si dejamos cualquier leche en un vaso y sin tapar entonces el oxígeno hará lo propio como agente oxidante, mas no debido a actividades internas de la leche.

## Presentación de la leche en el mercado

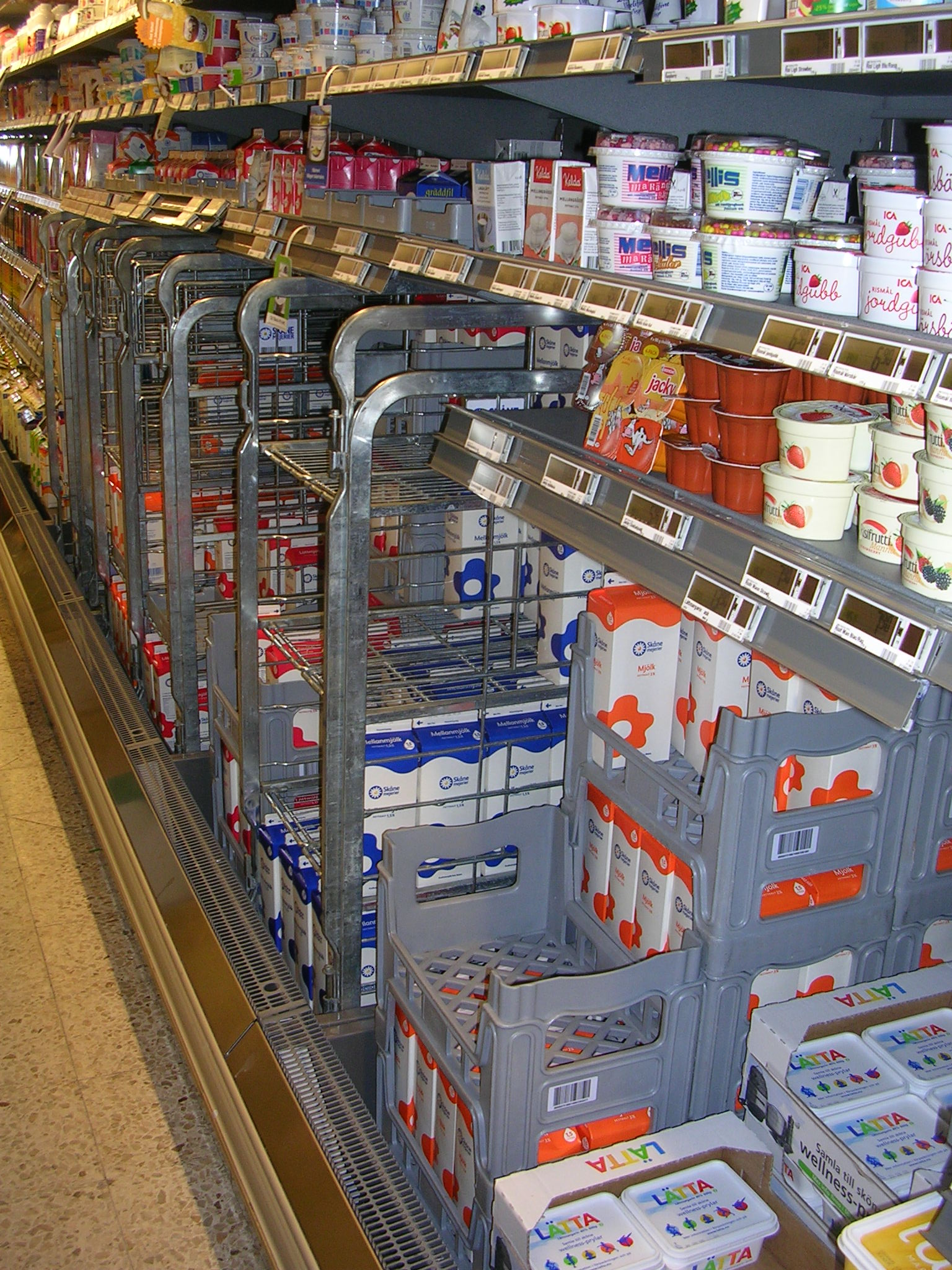
La variedad de productos lácteos existentes en el mercado y los distintos tratamientos de leche es cada vez mayor, como deja explícito la foto superior de un mercado sueco.

La presentación de la leche en el mercado es variable, ya que se acepta por regla general la alteración de sus propiedades para satisfacer las preferencias de los consumidores. Una alteración muy frecuente es deshidratarla (liofilización) como leche en polvo para facilitar su transporte y almacenaje tras su ordeñado. También es usual reducir el contenido de grasa, aumentar el de calcio y agregar sabores.
Los requisitos que debe cumplir un producto para ubicarse en las diferentes categorías varían mucho de acuerdo a la definición de cada país:
- Entera tiene un contenido en grasa entre 3.1 % (p. ej. en Chile) y 3.8 % (p. ej. en Suiza).
- Leche deslactosada o leche sin lactosa se somete a un proceso de hidrólisis enzimática en el cual se transforma la lactosa en glucosa y galactosa para hacerla de mayor digestibilidad para personas deficientes en lactasa.
- Leche descremada o desnatada contenido graso inferior al 0.3 %.
- Semidescremada o semidesnatada con un contenido graso entre 1.5 y 1.8 %.
- Saborizada es la leche azucarada o edulcorada a la que se la añaden sabores tales como fresa, cacao en polvo (bebida conocida como chocolatada), canela, vainilla, entre otros. Normalmente son desnatadas o semi desnatadas.
- Galatita: plástico duro obtenido del cuajo de la leche o más específicamente a partir de la caseína y el formol.
- En polvo o Liofilizada: a esta leche se le ha extraído el 95 % del agua mediante procesos de atomización,[90] y evaporación. Se presenta en un polvo color crema. Para su consumo solo hay que rehidratarla con agua o con leche.
- Condensada, concentrada o evaporada: a esta leche se le ha extraído parcialmente el agua y se presenta mucho más espesa que la leche fluida normal. Puede que contenga azúcar añadida.
- Enriquecidas son preparados lácteos a los que se le añade algún producto de valor nutritivo como vitaminas, calcio, fósforo, omega-3, etc.

## Efectos sobre la salud

### Beneficiosos
- Un estudio [91] de 1993 afirma que una ingesta adecuada de leche en la infancia y adolescencia a través de la leche y productos lácteos es un marcador decisivo para obtener la máxima masa ósea y así prevenir la osteoporosis.
- En cambio, la ingesta de leche en mujeres postmenopáusicas no parece reducir el riesgo de osteoporosis, como sí hacen los suplementos de vitamina D.[92]
- Un estudio [93] a más de 136 000 personas de entre 35 y 70 años, desarrollado durante 15 años en los 5 continentes, publicado en 2018, asoció la toma de 3 o más raciones diarias de leche o lácteos, especialmente enteros (no desnatados ni semidesnatados) con una menor mortalidad (3.4 %) cardiovascular que quienes no tomaban lácteos (5.6 %).
- Un artículo [94] de la Organización de Consumidores y Usuarios señala que quienes toman leche de forma habitual pesan entre 1 y 3 kilogramos menos que quienes no la ingieren. Al parecer esto se debe a que el calcio de la leche limita la absorción de grasa en el aparato digestivo.
- La Escuela de Salud Pública de Harvard [95] afirma que la ingesta de leche reduce el riesgo de osteoporosis y cáncer de colon.

### Perjudiciales

Representación simplificada de una molécula de lactosa rompiéndose en glucosa (2) y galactosa (1).

- Las personas con intolerancia a la lactosa, que no producen suficiente enzima lactasa por causas genéticas (intolerancia a la lactosa primaria) o enfermedades que dañan el intestino delgado (intolerancia a la lactosa secundaria o adquirida), pueden padecer molestias digestivas si ingieren leche en cantidades elevadas, aunque en la mayoría de los casos pueden tomar queso o yogures sin problemas.[13][14][15] Cualquier persona con intolerancia primaria (genética) cuyo intestino está sano es capaz de consumir al menos 12 g de lactosa en cada comida (la cantidad contenida en una taza de leche) sin experimentar ningún síntoma o solo síntomas leves.[12][13][14][15] Las reacciones a cantidades más pequeñas de lácteos indican la existencia de una enfermedad intestinal no diagnosticada (principalmente la enfermedad celíaca y la sensibilidad al gluten no celíaca) o alergia a las proteínas de la leche.[12][17]

- Un pequeño porcentaje de la población (menos del 1 %) padece alergia a la proteína de la leche de vaca AMR (IPLV). Las personas alérgicas a esta proteína no deben tomar lácteos[20]
- La Escuela de Salud Pública de Harvard afirma [96] que la ingesta de una gran cantidad de lácteos (más de dos vasos de leche diarios) dobla el riesgo de cáncer de próstata y probablemente aumente (en todo caso de forma modesta) el riesgo de cáncer de ovario.
- Investigaciones realizadas en Harvard en  concluyeron que doce de catorce estudios de diseño caso-control y siete de nueve estudios de cohortes demostraron una asociación positiva entre una determinada cantidad de productos lácteos y el cáncer de próstata. En estos estudios, los hombres que consumían mayor cantidad de productos lácteos tenían aproximadamente el doble de riesgo de contraer cáncer de próstata y un riesgo cuatro veces mayor de sufrir metástasis o un cáncer de próstata con consecuencias fatales, en comparación con aquellos que consumían poca cantidad de dichos alimentos.[97]

## Denominación «leche» para productos de origen vegetal
Se ha popularizado la llamada «leche vegetal» como alternativa a la leche de origen animal elaborable a partir de diversas materias primas, tales como: arroz, coco, cebada, almendra, avena, soja, avellana, mijo o maní. Suelen ser consumidas por personas veganas, quienes se abstienen de ingerir todo producto de origen animal. Sin embargo en la mayoría de los países no es legal llamar «leche» a productos de origen vegetal; muchas veces se les denomina «jugos» o «bebidas», y el término «leche» es considerado solamente aplicable a líquidos provenientes de glándulas de mamíferos.
Los consumidores interpretan erróneamente que la «leche» vegetal es un sustituto directo de la leche de vaca, pero la mayoría de estas bebidas carecen del equilibrio nutricional de la leche de origen animal, son bajas en proteínas, grasas, calorías y hierro, y algunas tienen contenidos de proteínas y calcio extremadamente bajos. No son un adecuado sustituto de la leche materna, de las fórmulas infantiles ni de la leche de vaca en los primeros dos años de vida. En el caso de niños mayores de dos años que por razones médicas no pueden consumir leche, la recomendación es elegir bebidas fortificadas y que contenga al menos 6 g. de proteína por cada 250 ml.

### En la Unión Europea e Hispanoamérica
Con el objetivo de no confundir al consumidor, en los países de la Unión Europea desde 2013 la legislación prohíbe el uso de la palabra «leche» para designar las bebidas vegetales.

Se entenderá por «leche» exclusivamente la secreción mamaria normal obtenida a partir de uno o más ordeños, sin ningún tipo de adición ni extracción.
Reglamento (UE) N.º 1308/2013 del Parlamento Europeo y del Consejo de 17 de diciembre de 2013. L 347/814

La Norma Oficial Mexicana NOM-155-SCFI-2012 considera «leche» únicamente al «producto obtenido de la secreción de las glándulas mamarias de las vacas» (desestima literal y legalmente considerar «leche» las secreciones mamarias del resto de otras especies mamíferas).
El Ministerio de Agricultura del Perú tampoco incluye en la definición de leche ningún producto de origen vegetal.

## Perspectiva actual
Durante tiempo se especuló con que el raquitismo podría ser causado por una deficiencia en la dieta, que podría estar relacionada con un bajo consumo de leche. Pero se observó que los niños de zonas urbanas y clima templado frecuentemente desarrollaban el raquitismo, por lo que comenzó a sospecharse que la falta de exposición al sol podría ser el factor desencadenante. Finalmente en 1919 se observó por parte de Mellamby y colaboradores que tanto la administración de aceite de hígado de bacalao como fuente principal de vitamina D como la exposición al sol curaban el raquitismo. Esta proposición fue realizada en 1912 por Casimir Funk, al descubrir y acuñar el término vitamina. En nuestros días el consumo de leche ha llevado a ciertas empresas a crear una variedad de productos que posean similares características a las de la leche, publicitando que su consumo ayuda a evitar artritis, osteoporosis y otros padecimientos relacionados con la desmineralización de los huesos; a la vez que ciertos nutricionistas recomendaban su consumo diario en los años 1980.
Estudios posteriores indican que no es tanto la cantidad de calcio que ingerimos lo que importa sino la cantidad que perdemos diariamente en la orina, debido a nuestro estilo de vida. A mayor ingesta de proteína, sobre todo de origen animal (incluso de leche y quesos) es mayor la cantidad de calcio que se pierde en la orina.
En cuanto a la pirosis (conocida comúnmente como «acidez»), sensación de quemazón en el esófago causada por la regurgitación de ácido gástrico, se creyó durante mucho tiempo que la leche era un tratamiento eficaz para eliminarla. Si bien puede contrarrestar este síntoma por ser una sustancia ligeramente ácida ( cercana a la neutralidad 6.5 a 6.8), al mismo tiempo el calcio y la caseína estimulan la secreción de jugos gástricos causando un «rebote» que puede incrementar el ácido.

## Producción y distribución
| Los 20 mayores productores de leche de vaca en 2018 (toneladas, o miles de litros) | Los 20 mayores productores de leche de vaca en 2018 (toneladas, o miles de litros) |
| ---------------------------------------------------------------------------------- | ---------------------------------------------------------------------------------- |
| Estados Unidos                                                                     | 98 690 477                                                                         |
| India                                                                              | 89 833 590                                                                         |
| Brasil                                                                             | 33 839 864                                                                         |
| Alemania                                                                           | 33 064 833                                                                         |
| China                                                                              | 30 745 600                                                                         |
| Rusia                                                                              | 30 345 525                                                                         |
| Francia                                                                            | 25 541 269                                                                         |
| Nueva Zelanda                                                                      | 21 392 000                                                                         |
| Turquía                                                                            | 20 036 877                                                                         |
| Pakistán                                                                           | 16 722 000                                                                         |
| Reino Unido                                                                        | 15 311 000                                                                         |
| Polonia                                                                            | 14 171 153                                                                         |
| México                                                                             | 12 005 692                                                                         |
| Italia                                                                             | 11 944 450                                                                         |
| Países Bajos                                                                       | 10 634 163                                                                         |
| Argentina                                                                          | 10 526 600                                                                         |
| Uzbekistán                                                                         | 10 415 660                                                                         |
| Ucrania                                                                            | 10 064 000                                                                         |
| Australia                                                                          | 9 289 000                                                                          |
| Irlanda                                                                            | 7 810 260                                                                          |
| Suma de los veinte países                                                          | 512 384 013                                                                        |

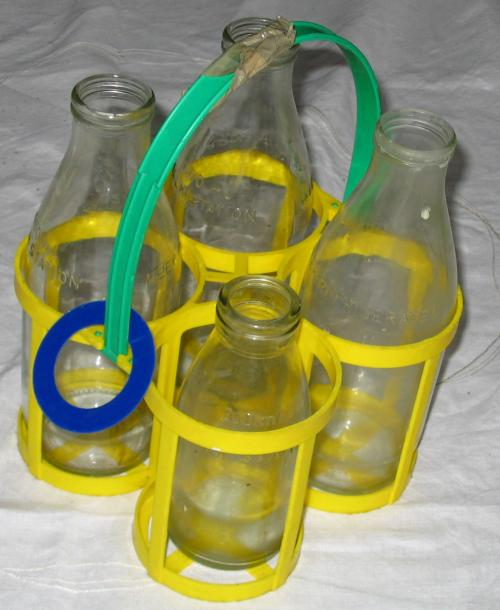
Botellas de vidrio utilizadas en el sistema de reparto lechero inglés.

La producción de la leche comienza a partir de la inseminación artificial de vacas para preñarlas y que así empiecen a producir las hormonas necesarias para que sus glándulas mamarias comiencen a generarla, naturalmente para luego amamantar a su cría. Una vez generado este efecto, la cría es apartada total o parcialmente de su ejemplar progenitor para dar lugar a la extracción de leche para consumo humano.
Debido a que tiene un periodo de caducidad corto (sobre todo si se conserva fresca) debe ser distribuida tan pronto como sea posible tras su ordeñado. En varios países la leche suele ser repartida a los hogares diariamente, pero las presiones económicas han hecho que este servicio sea cada vez menos popular. En algunas zonas, además, la dispersión hace prácticamente imposible la realización del reparto de leche. En estos casos las personas optan por comprar la leche en establecimientos como supermercados, vaquerías, tiendas de autoservicio o tiendas de barrio. Antes de la popularización de los envases plásticos o tetra briks, (que inicialmente se creó especialmente para conservar mejor las propiedades de los lácteos)  la leche se vendía en envolturas de papel y botellas de vidrio.
En algunos países como en el Reino Unido se tiene la costumbre de que un lechero reparta por el vecindario la leche durante la mañana. La leche se entrega en botellas de vidrio con tapas de aluminio frente la puerta de casa. Las tapas de color plateado significan que la leche está homogeneizada, rojo plateado indica semi-descremada, azul plateado indica que la leche está descremada y la dorada indica que proviene del canal insular.
Las botellas vacías son recicladas. El lechero regresa al día siguiente a dejar una nueva caja rellena y llevarse las botellas vacías para que sean rellenadas y vueltas a entregar al día siguiente. Actualmente algunas franquicias se oponen al reparto diario y optan por intervalos mayores. Esta forma de reparto es frecuente también en EE. UU.
Hoy en día, la mejora de los envases y recipientes que contienen la leche ha permitido que sea posible su consumo con bajos requerimientos de conservación en casi todo el mundo.

## Aplicaciones culinarias
El sabor que proporciona la leche es ligeramente dulce (debido a la lactosa), las cocciones prolongadas de la leche provocan la reacción de Maillard entre la lactosa y las proteínas de la leche dando lugar a unos colores tostados. Muchas de las propiedades de la leche desaparecen cuando se mezclan en los platos, uno de los usos fundamentales es proporcionar humedad a algunas preparaciones, llegando a contribuir de forma tímida en los sabores y en las texturas. Es importante mencionar que gran parte de los lácteos son empleados en algunas cocinas de todo el mundo, en algunas de ellas como la cocina turca, la India  o la cocina mexicana  son conocidas por su variedad y oferta de recetas diversas.
La leche es ingrediente de algunas sopas (principalmente las de tipo crema), en las que se añade para reforzar ciertos sabores. También se usa a veces al revolver huevos para que tarden más en cuajar, en el puré de papas, en la elaboración de salsas como la bechamel y en postres como el arroz con leche, los flanes (pudines), el típico pastel tres leches, la sémola con leche (Chile), helados, etc. Es muy empleado en bebidas tales como el café con leche (expresado en el arte del latte), batidos, chocolate caliente, merengadas, chicha (Venezuela), etc. Incluso, forma parte de algunas bebidas alcohólicas como el Ponche Crema venezolano, el rompope, etc.; en algunos cócteles o simplemente tomarse mezclada con bebidas como el anís.

## Connotación cultural

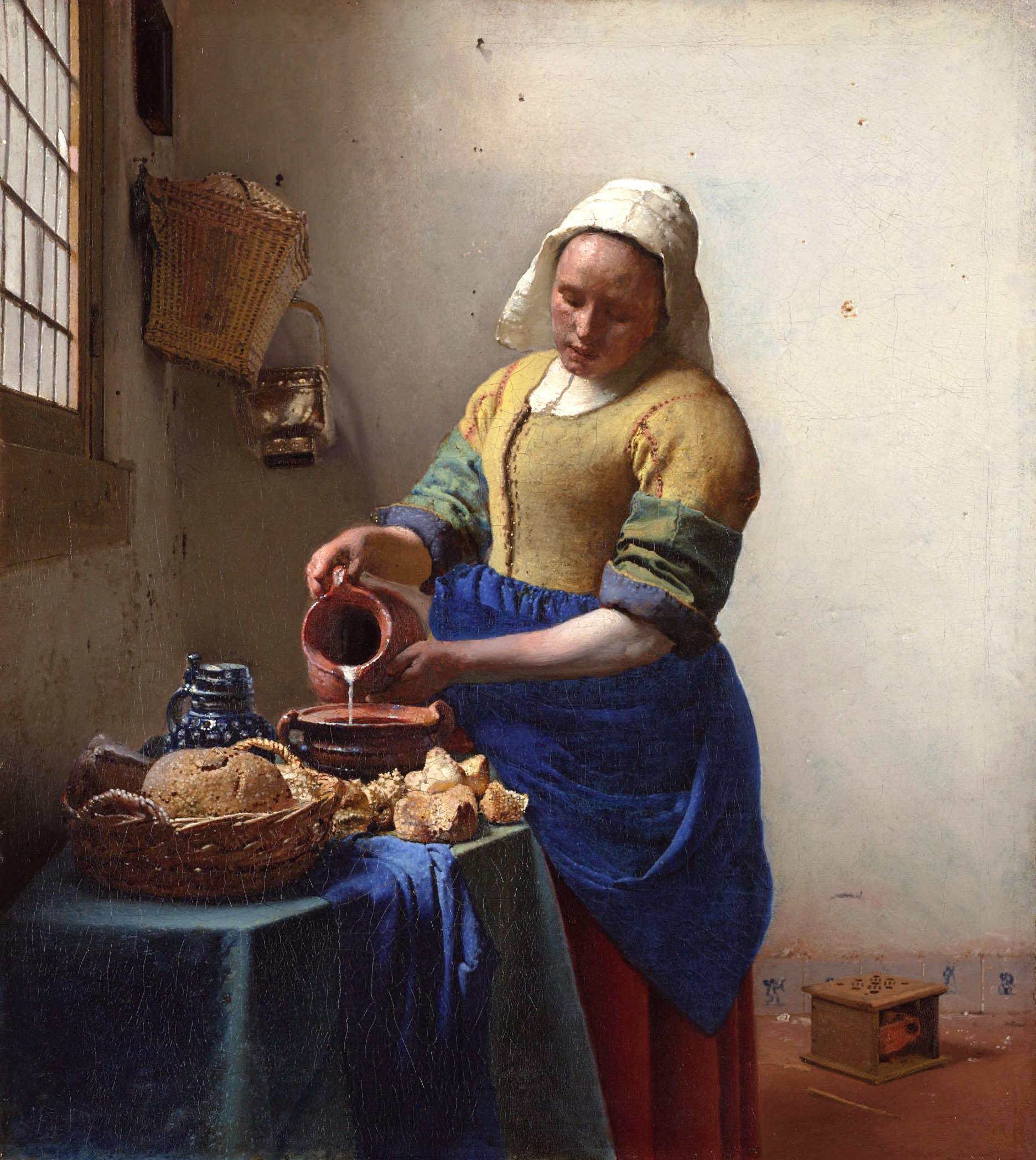
La leche es uno de los productos ganaderos más importantes. El cuadro La lechera, de Vermeer, podría encerrar, según algunas interpretaciones, elementos simbólicos, como que la blancura de la leche aludiera a la nobleza de esta criada en su quehacer, lo que habría levantado críticas en su tiempo.

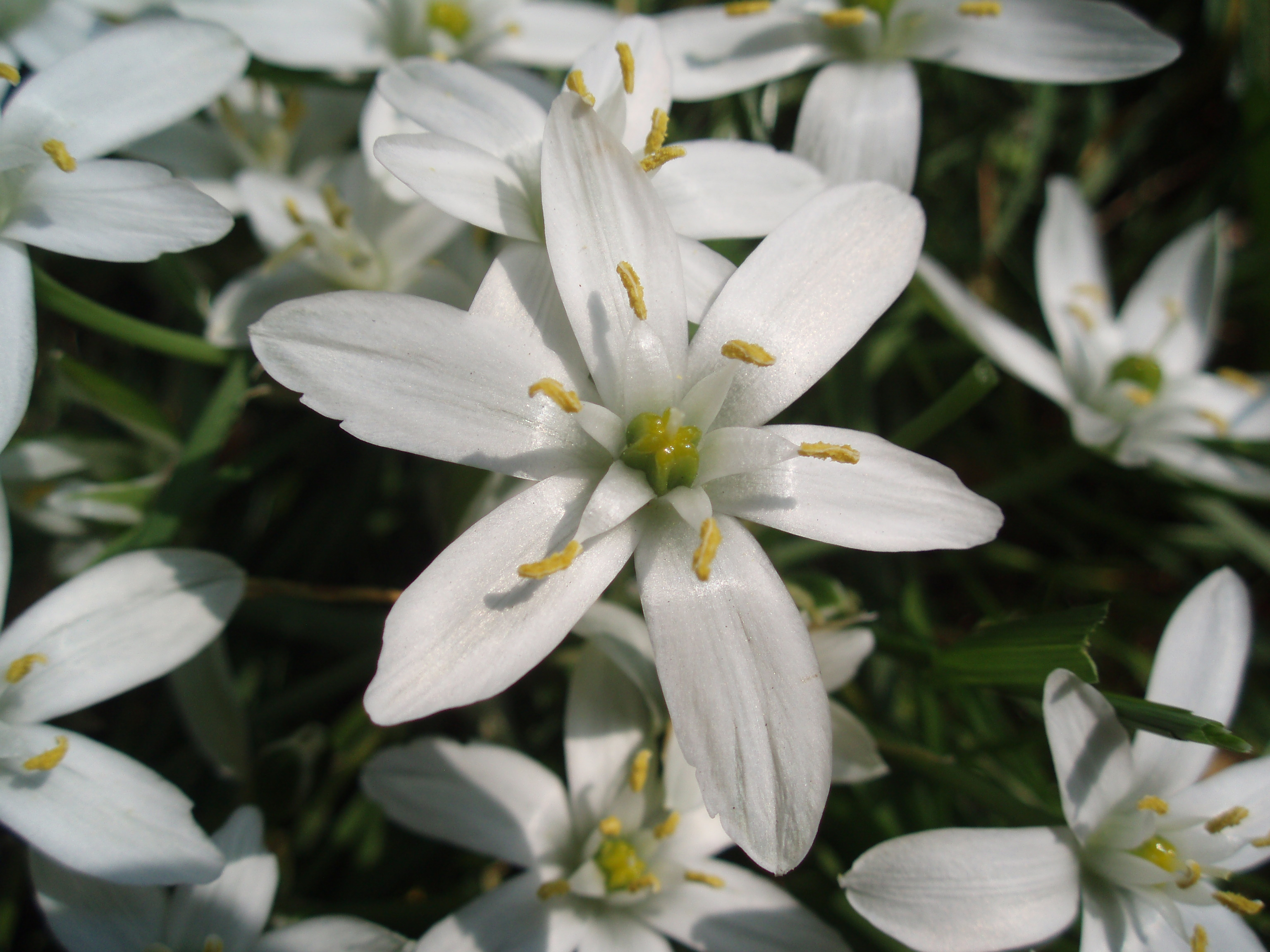
Imagen de la planta leche de gallina (Ornithogalum umbellatum).

La leche no solo ha sido valorada como alimento por los humanos, sino que es la base de interpretaciones simbólicas. Ejemplo de esto es la denominación de la Vía Láctea  (galaxia en la que se encuentra nuestro sistema solar). Los grandes cinturones de estrellas que se pueden ver entre las constelaciones de Perseo, Casiopea y Cefeo, fueron bautizados como la vía láctea para recordar la historia en la que Hera quería amamantar a Heracles (Hércules, en la mitología romana), y este la mordió tan fuerte que un chorro de leche salió disparada hacia el cosmos.
La leche y sus derivados han dado lugar a mitos desde la India hasta Escandinavia. En el Antiguo Testamento aparecen como símbolos de abundancia y creación. Era tomada como un ofrecimiento a los dioses  y por lo tanto era tenida como un acto divino relacionado con la vida.
La leche también puede simbolizar la belleza y la estética femenina. Cleopatra utilizaba los baños de leche para realzar su belleza y aprovechar las propiedades hacia la piel que ofrece la misma.
Por su color siempre constante (con tonalidades de blanco amarillento en todas las especies) ha recibido connotaciones religiosas, como la pureza.  En la obra La lechera del pintor neerlandés Vermeer, la blancura de la leche alude a la pureza y virtudes de la joven. Algunos de los quesos más famosos se asocian al principal país productor. Así, el queso Roquefort es típico de Francia, el mozzarella y el queso azul gorgonzola a los platillos de Italia, o el Zamorano de la región de Castilla y León, en España.
En botánica, el blanco de la leche fue comparado con el color de las gallinas para bautizar a la planta Ornithogalum umbellatum como Leche de gallina, planta nativa del Mediterráneo de la familia de las Liliáceas.